# Linia M1 metra w Warszawie
Linia M1 metra w Warszawie – pierwsza linia metra w Warszawie. Ma długość 23,1 km, liczy 21 stacji i prowadzi z osiedla Kabaty w dzielnicy Ursynów do osiedla Młociny w dzielnicy Bielany.
Decyzja o jej budowie zapadła w 1982, a rok później rozpoczęto pierwsze prace na Ursynowie. W 1995 uruchomiono pierwszy fragment trasy łączący Ursynów i Mokotów ze Śródmieściem, a następne odcinki oddawano do eksploatacji w kolejnych latach. W 2008 zakończono budowę odcinka bielańskiego i uruchomiono przejazdy na całej linii. W 2019 podjęto decyzję o budowie dwóch stacji śródmiejskich pominiętych w 1989 z powodów finansowych.

## Historia

### Pierwsze plany
Po niepowodzeniu wybudowania metra głębokiego na Pradze w latach 50. XX wieku cenzura przez długi okres wykreślała z wszelkich publikacji jakiekolwiek wzmianki o metrze w Warszawie, natomiast projektujący je Metroprojekt przekształcono w ogólne biuro budowlane, w którym pozostawiono jednak półlegalnie placówkę budowy kolei podziemnej.
Na początku lat 70. zaawansowany był rozwój peryferyjnych dzielnic lewobrzeżnej Warszawy, które z konieczności łączono z centrum miasta liniami autobusowymi i tramwajowymi. Dodatkowo na południu przygotowywana była budowa zespołu Ursynowa i Natolina, który w 1990 miał liczyć 150–160 tys. mieszkańców. Rodziła się zatem potrzeba sprawnego połączenia tychże obszarów ze śródmieściem i rozwiązania narastających trudności komunikacyjnych. Kolejne plany zagospodarowania przestrzennego miasta nadawały I linii metra podstawową rolę w obsłudze przewozów pasażerskich na kierunku północ-południe.
W 1971 Metroprojekt zaprezentował opracowanie „System SKM w Warszawskim Zespole Miejskim”. Zawarta w nim sieć SKM o łącznej długości 126 km miała składać się z pięciu linii, z których pierwsza łącząca Ursynów i Natolin z Hutą miała powstać do 1985. 26 kwietnia 1972 decyzją Stołecznej Rady Narodowej Metroprojekt otrzymał zlecenie na opracowanie dokładnych założeń techniczno-ekonomicznych (ZTE) tej właśnie I linii. W latach 1972–1973 przygotowano szereg wielowariantowych analiz, studiów i koncepcji, które były podstawą do przyjmowania zoptymalizowanych rozwiązań. We wrześniu 1975 ukończono ZTE, które zostały rozpatrzone i przyjęte przez Zespół Specjalistów powołany w tym celu przez prezydenta Warszawy. W kwietniu 1976 opracowanie zostało także zaopiniowane przez Komisję Planowania przy Radzie Ministrów, a w maju i czerwcu 1976 poddane kompleksowej analizie przez radzieckich specjalistów. ZTE zostały wysoko ocenione i uznano, że mogą one być przedłożone do zatwierdzenia oraz stanowić podstawę opracowania projektów technicznych. Mimo to w drugiej połowie lat 70. nie podjęto decyzji o rozpoczęciu inwestycji ze względu na sytuację gospodarczą kraju. W latach 1976–1981 analizowano i stosowano zalecenia i uwagi, które zostały zawarte w opiniach na temat ZTE z września 1975.

### Finalne przygotowania i rozpoczęcie budowy

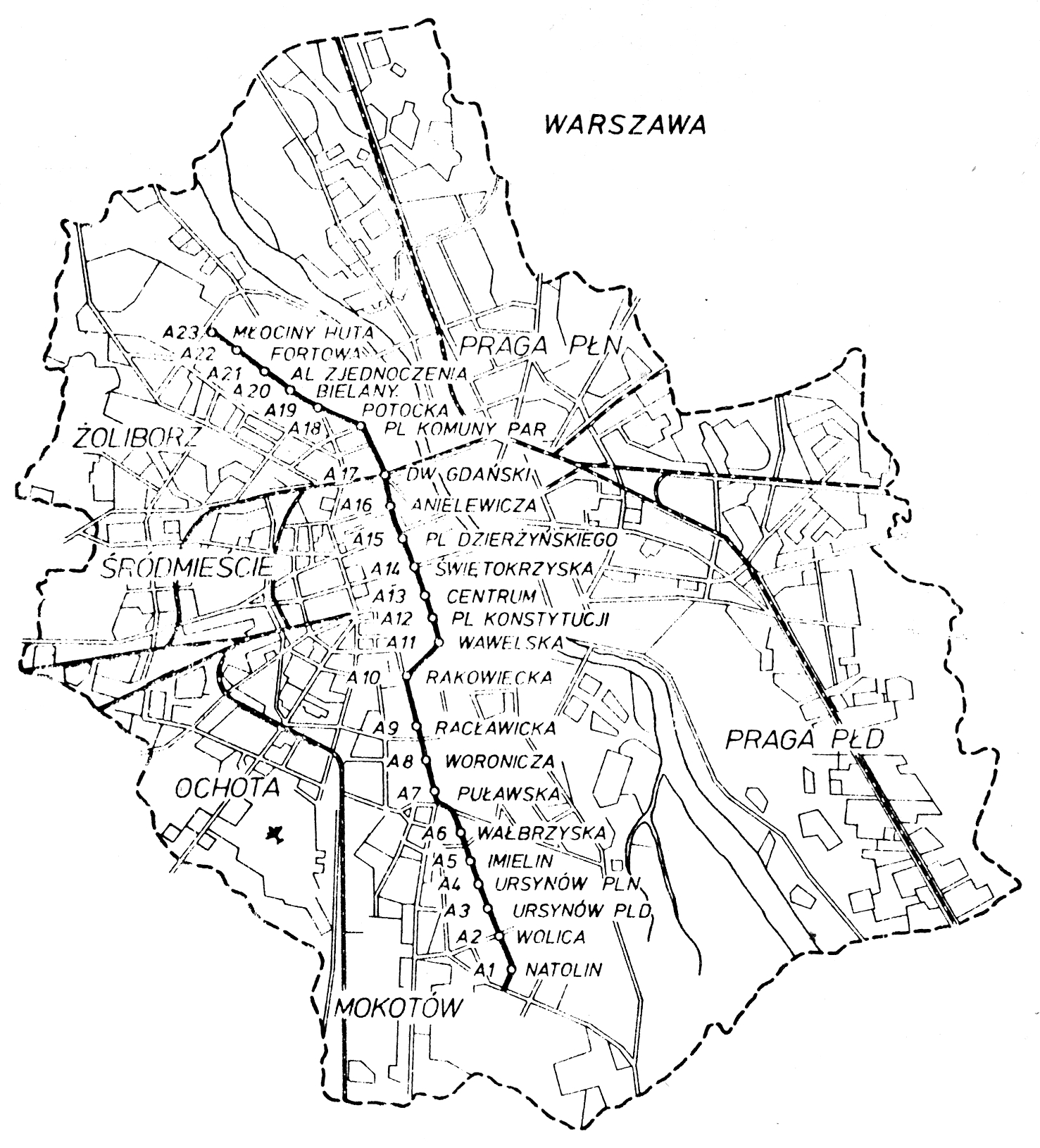
Trasa I linii warszawskiego metra opracowana w czerwcu 1982

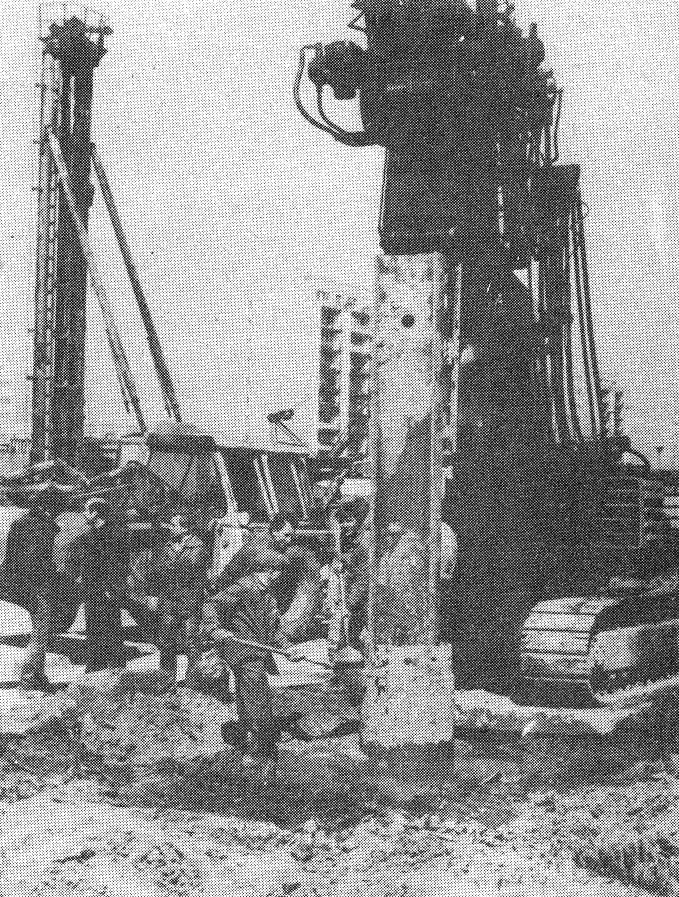
Rozpoczęcie budowy (15 kwietnia 1983)

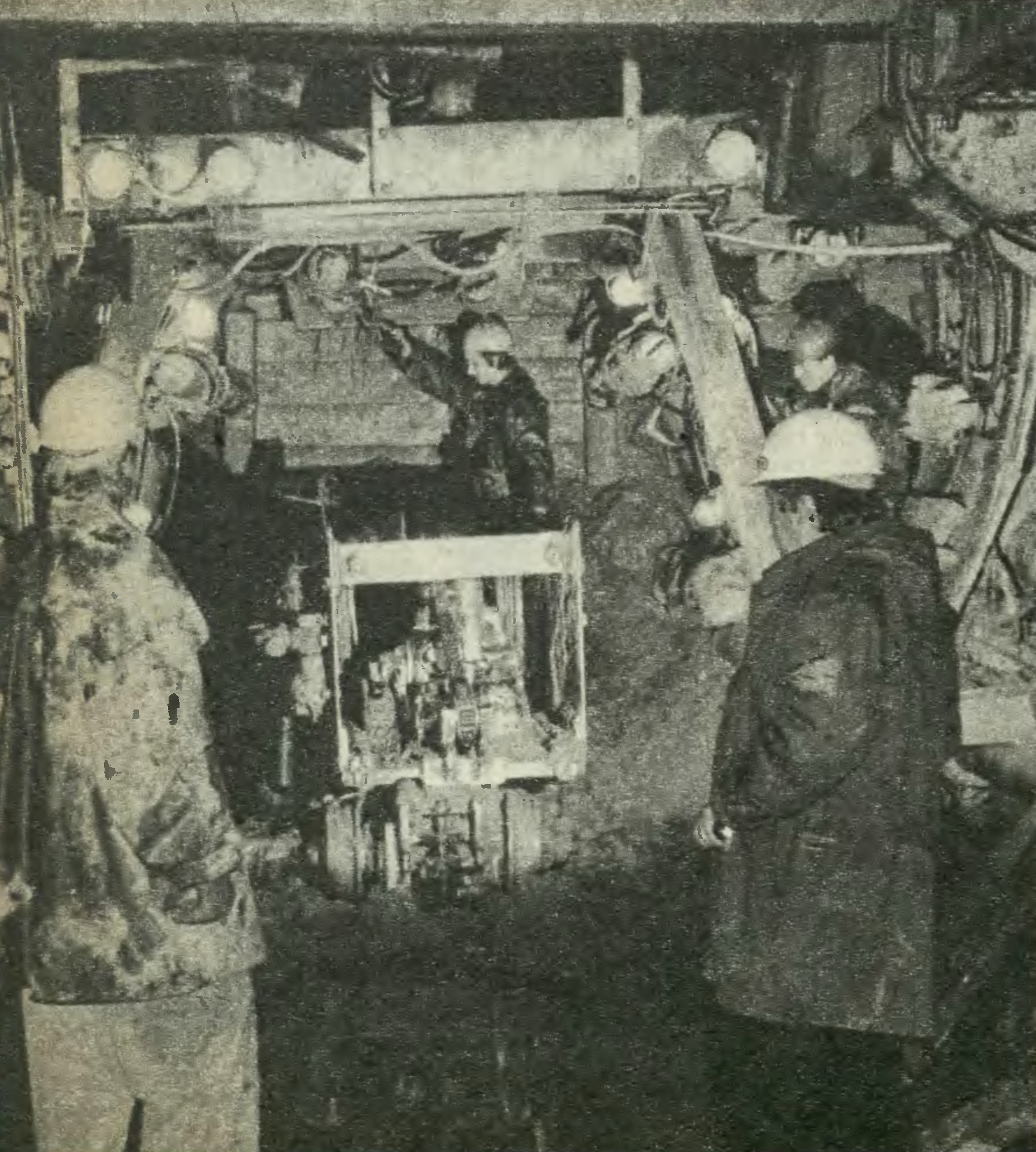
Budowa tunelu B11 pod Polem Mokotowskim metodą tarczową (czerwiec 1985)

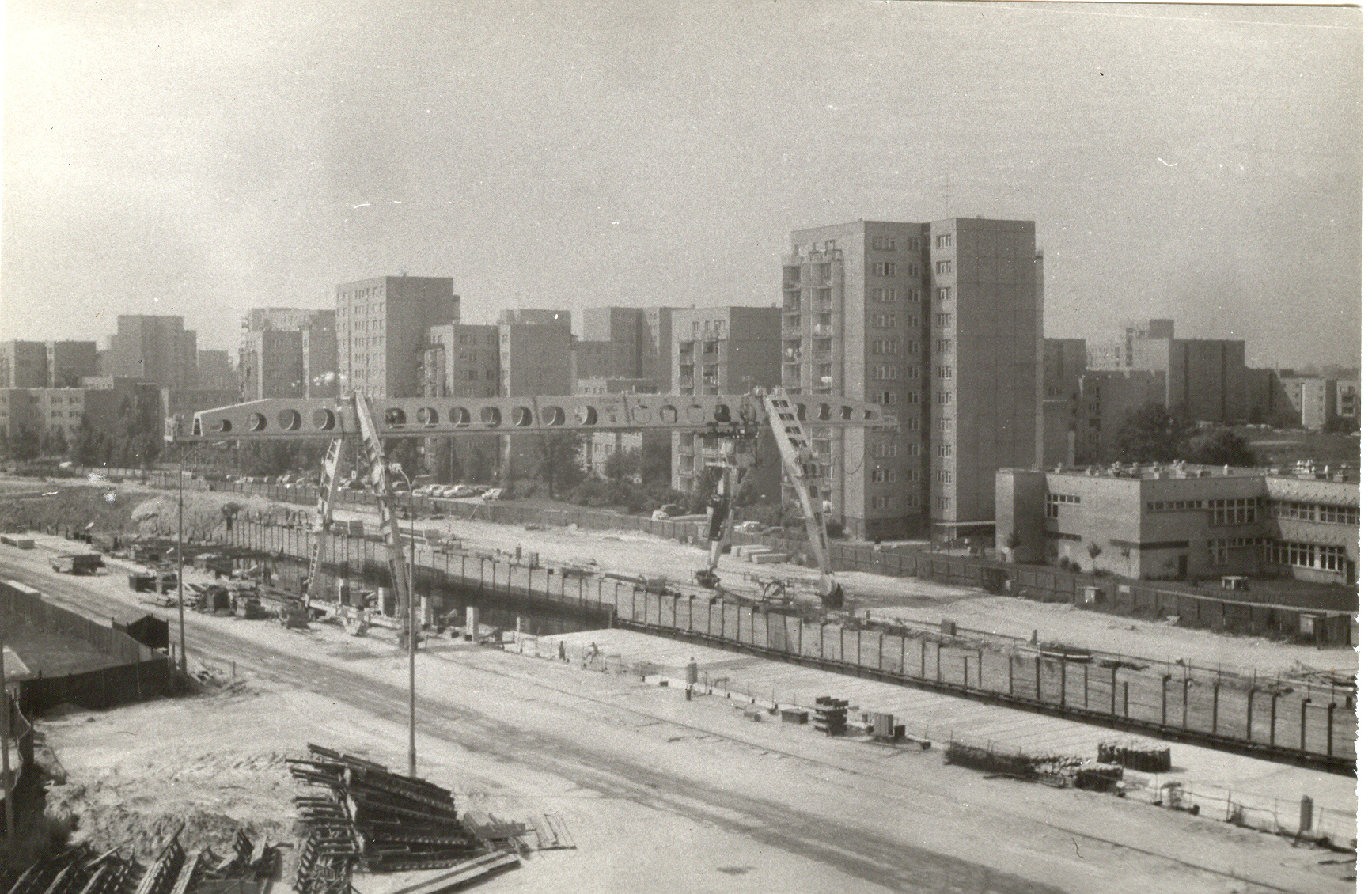
Budowa stacji A5 Ursynów (kwiecień 1986)

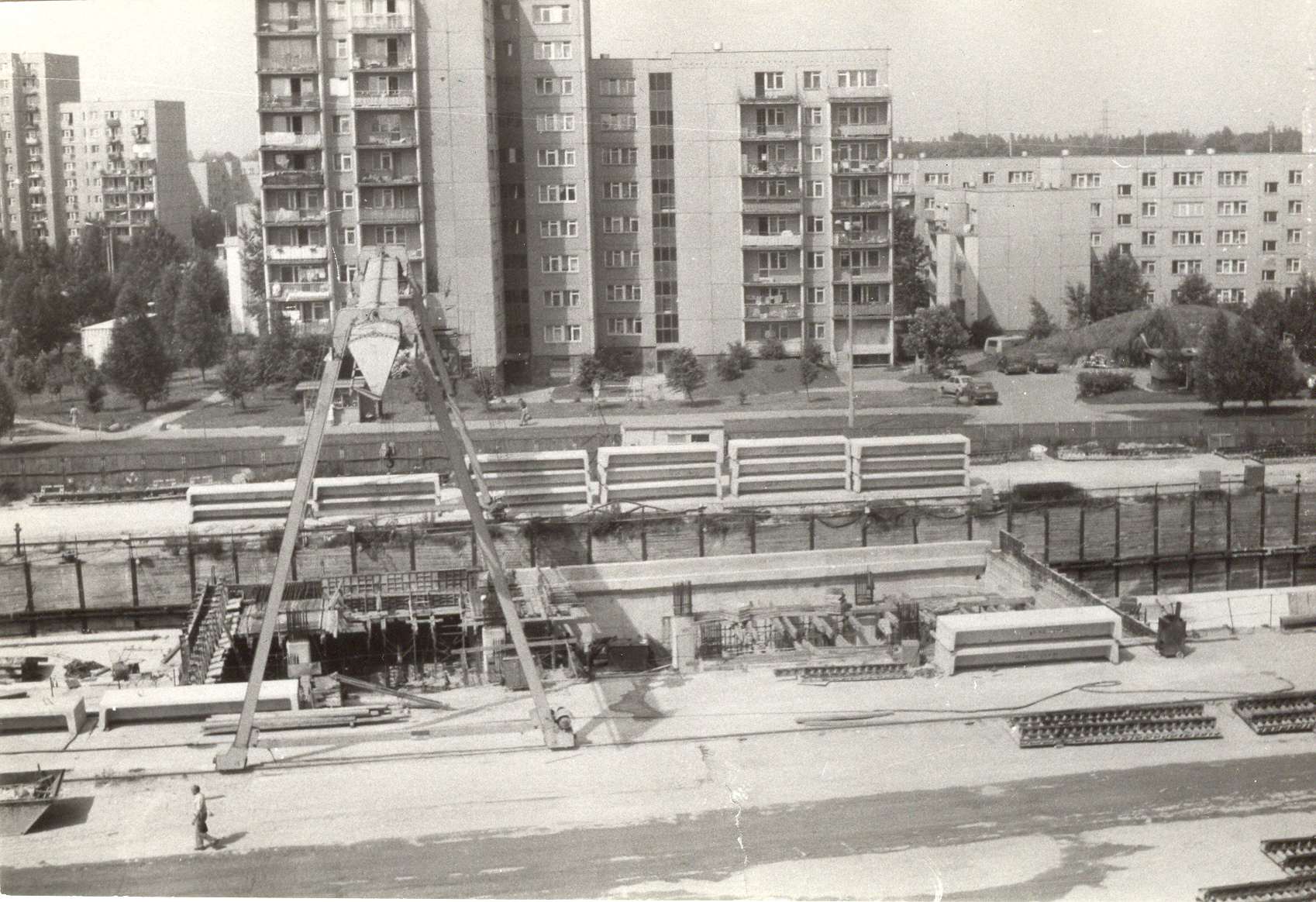
Teren budowy stacji A5 Ursynów (czerwiec 1986)

14 stycznia 1982 przywódca ZSRR Leonid Breżniew wystosował list, w którym odpowiedział pozytywnie na prośbę Wojciecha Jaruzelskiego o pomoc przy budowie metra w Warszawie, a 25 stycznia premier Wojciech Jaruzelski zapowiedział w wystąpieniu sejmowym budowę I linii. 18 lutego Jerzy Majewski został powołany na stanowisko pełnomocnika rządu ds. budowy metra, natomiast 25 lutego Metroprojekt otrzymał zadanie aktualizacji założeń techniczno-ekonomicznych (ZTE) inwestycji opracowanych w 1975. Od 12 do 18 marca w Warszawie przebywała delegacja radzieckich specjalistów, którzy spotkali się m.in. z projektantami i wykonawcami inwestycji oraz stołecznymi władzami, zapoznali się z dokumentacją projektową i koncepcją budowy, zwiedzili trasę projektowanej linii oraz zasugerowali, by budowę zacząć nie od stacji końcowej na Kabatach, tylko od środka Ursynowa, a także by nie uruchamiać w pierwszym etapie eksploatacji wszystkich stacji, zwłaszcza końcowych. Ostatecznie zdecydowano rozpocząć budowę od czwartej stacji z przejściową rezygnacją z realizacji trzech pierwszych przystanków. 14 maja Prezydium Rządu podjęło decyzję o rozpoczęciu prac przygotowawczych, a 7 czerwca rządy PRL i ZSRR zawarły umowę o pomocy i współpracy gospodarczej przy budowie warszawskiego metra. W czerwcu również ukończono aktualizację ZTE, natomiast 16 sierpnia zostały one zaakceptowane przez prezydenta Warszawy. 25 października powstał Społeczny Komitet Budowy Metra, a 23 grudnia Rada Ministrów podjęła uchwałę o budowie I linii.
| Typ zad.                          | Nr zad.                           | Nazwa zadania                                                                                  | Wymiar charakt. | Długość budowy | Lata budowy | Uruchomienie     | Koszt w PLZ (poziom cen z 1982) |
| --------------------------------- | --------------------------------- | ---------------------------------------------------------------------------------------------- | --------------- | -------------- | ----------- | ---------------- | ------------------------------- |
| Zadania liniowe                   | I                                 | Odcinek A1 Natolin – A11 Wawelska                                                              | 11,987 km       | 81 miesięcy    | 1983–1990   | I kwartał 1990   | 36 263 000                      |
| Zadania liniowe                   | II                                | Odcinek A11 Wawelska – A17 Dworzec Gdański                                                     | 4,606 km        | 60 miesięcy    | 1987–1992   | IV kwartał 1992  | 21 856 600 000                  |
| Zadania liniowe                   | III                               | Odcinek A17 Dworzec Gdański – A23 Młociny-Huta                                                 | 6,571 km        | 60 miesięcy    | 1989–1994   | III kwartał 1994 | 19 026 600 000                  |
| Zadania związane                  | IV                                | Stacja Techniczno-Postojowa Kabaty                                                             | 31,5 ha         | 60 miesięcy    | 1985–1989   | 1987 / 1989      | 4 636 700 000                   |
| Zadania związane                  | V                                 | Centralna Dyspozytornia                                                                        | 1,7 ha          | 68 miesięcy    | 1986–1992   | 1989 / 1992      | 2 184 000                       |
| Zadania związane                  | VI                                | Grupa torów zdawczo-odbiorczych stacji Warszawa Okęcie i łącznica Warszawa Okęcie – STP Kabaty | 12 ha 6,3 km    | 18 miesięcy    | 1984–1985   | 1985             | 642 900 000                     |
| Zaplecze                          | VII                               | Modernizacja Fabryki Domów                                                                     | –               | 24 miesiące    | 1983–1984   | sukcesywnie      | 395 800 000                     |
| Całe przedsięwzięcie inwestycyjne | Całe przedsięwzięcie inwestycyjne | Całe przedsięwzięcie inwestycyjne                                                              | –               | 11 lat         | 1983–1994   | linia 1990–1994  | 85 005 600 000                  |

15 lutego 1983 rozpoczęła działalność Generalna Dyrekcja Budowy Metra (GDBM). W marcu rozpoczęto pierwsze prace przy budowie, lecz za początek inwestycji uznaje się 15 kwietnia 1983, kiedy to nastąpiło wbicie na Ursynowie pierwszego stalowego pala ścianki berlińskiej. W tym samym roku rozpoczęto budowę stacji A4 i A5 oraz tuneli szlakowych B5 i B6. Jednocześnie wraz z budową trasy przystąpiono do adaptacji Fabryki Domów w Służewcu do produkcji żelbetowych segmentów tuneli. 17 czerwca podczas posiedzenia Komisji Stołecznej Rady Narodowej ds. nazewnictwa ulic, która miesiąc wcześniej otrzymała kompetencję do nadawania nazw również stacjom metra, ustalono nazwy dla wszystkich planowanych przystanków kolei podziemnej, a 16 grudnia Rada Narodowa zatwierdziła te nazwy uchwałą.
| Ozn. | Nazwy robocze w ZTE (czerwiec 1982) | Nazwy uchwalone (grudzień 1983) |
| ---- | ----------------------------------- | ------------------------------- |
| A1   | Natolin                             | Kabaty                          |
| A2   | Wolica                              | Natolin                         |
| A3   | Ursynów Południowy                  | Imielin                         |
| A4   | Ursynów Północny                    | Stokłosy                        |
| A5   | Imielin                             | Ursynów                         |
| A6   | Wałbrzyska                          | Służew                          |
| A7   | Puławska                            | Wilanowska                      |
| A8   | Woronicza                           | Wierzbno                        |
| A9   | Racławicka                          | Racławicka                      |
| A10  | Rakowiecka                          | Pole Mokotowskie                |
| A11  | Wawelska                            | Politechnika                    |
| A12  | Plac Konstytucji                    | Plac Konstytucji                |
| A13  | Centrum                             | Centrum                         |
| A14  | Świętokrzyska                       | Świętokrzyska                   |
| A15  | Plac Dzierżyńskiego                 | Ratusz                          |
| A16  | Anielewicza                         | Muranów                         |
| A17  | Dworzec Gdański                     | Dworzec Gdański                 |
| A18  | Plac Komuny Paryskiej               | Plac Komuny Paryskiej           |
| A19  | Potocka                             | Marymont                        |
| A20  | Bielany                             | Park Kaskada                    |
| A21  | Aleja Zjednoczenia                  | Bielany                         |
| A22  | Fortowa                             | Wawrzyszew                      |
| A23  | Młociny-Huta                        | Młociny                         |

### Kontynuacja prac

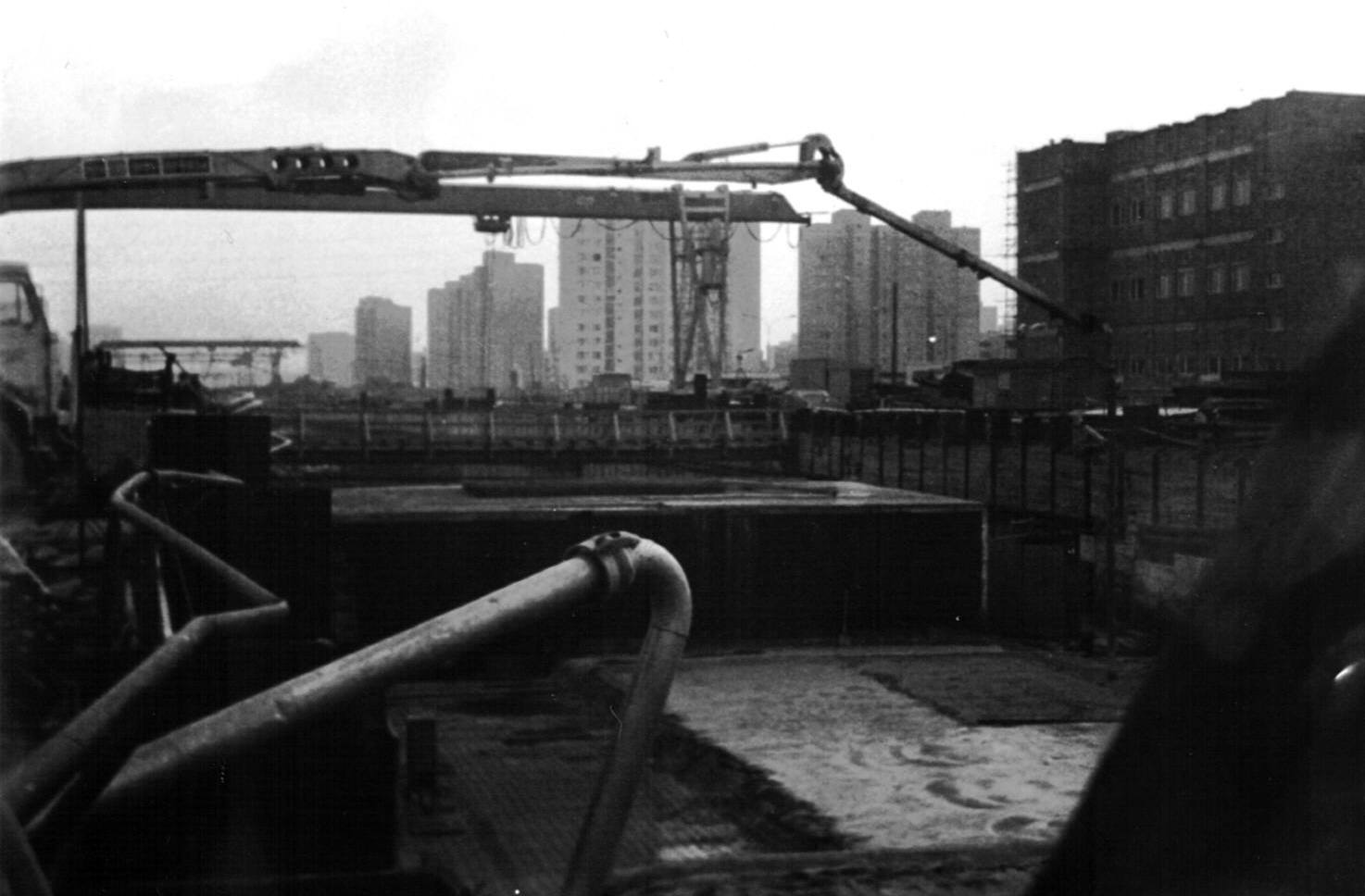
Budowana stacja A4 Stokłosy (listopad 1986)

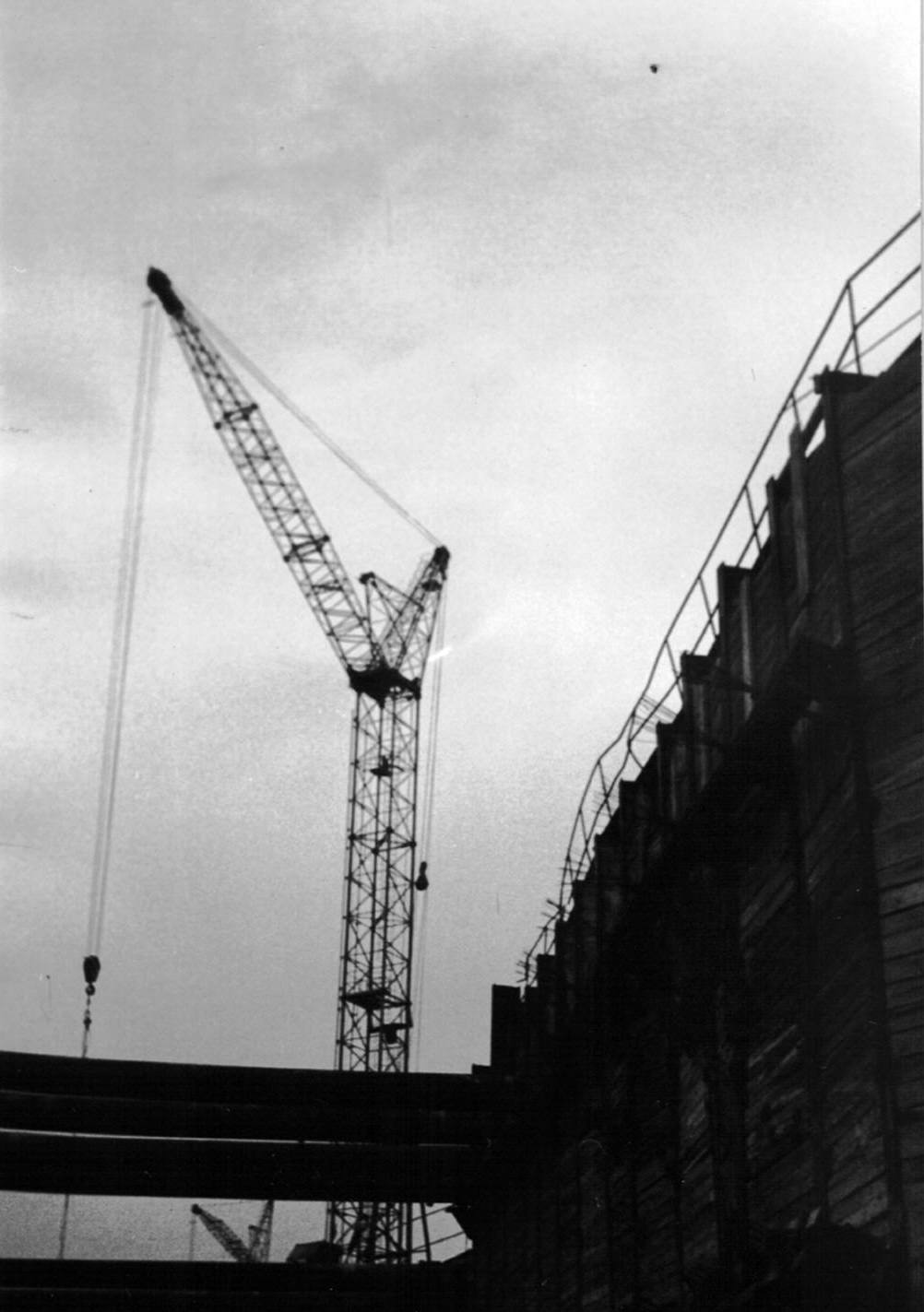
Budowa tunelu szlakowego B5 między stacjami A4 Stokłosy i A5 Ursynów (listopad 1986)

W 1984 roboty prowadzono na 22 obiektach, z których połowa to obiekty podstawowe – stacje i odcinki tuneli. Przy budowie zaangażowane były 24 przedsiębiorstwa, w tym 5 wykonawców wiodących. Średnie zatrudnienie wynosiło 1600 osób.
Na odcinku południowym tunele międzystacyjne budowano metodą odkrywkową. Po wykopaniu szerokiego na około 14 m i głębokiego na ponad 12 m korytarza, którego boczne ściany wzmacniano zakotwionymi, dwuteowymi słupami stalowymi i oszalowaniem z belek drewnianych, budowano w nim żelbetową obudowę dwutorowego tunelu. Po ukończeniu prac słupy wyciągano do dalszego użytku, a konstrukcję tunelu przysypywano ziemią. Szyny torów szlakowych przebiegały w tunelach na głębokości od 10 do 12 m, a warstwa ziemi nad stropem tunelu wynosiła około 5 m.
Tunele w części północnej trasy, przebiegającej przez gęściej zabudowane tereny, były wykonywane metodą górniczą oddzielnie dla każdego toru.
Długość peronów stacyjnych została dostosowana tak, by mogły one obsłużyć pociągi 6-wagonowe. Długość stacji natomiast wahała się między 200 a 250 m, gdyż były one budowane według wzorców radzieckich i miały służyć również jako schrony przeciwatomowe dla ludności. Większość przystanków wyposażono w perony wyspowe, część wybudowano jako jednonawowe, a część jako dwunawowe z rzędem słupów oporowych na środku peronu.
W 1985 rozpoczęto budowę Stacji Techniczno-Postojowej Kabaty (STP Kabaty). Plac budowy obejmował 16 obiektów i rozciągał się na długości 8,5 km. We wrześniu tego samego roku w trzech warszawskich zespołach szkół zawodowych uruchomiono pięć klas kształcących uczniów w specjalnościach potrzebnych metru. W grudniu natomiast rząd ograniczył finansowanie budowy i na mocy uchwały nr 226/85 podjętej 13 grudnia zmianie uległ harmonogram budowy.
| Etap | Odcinek                                      | Długość | Rok uruchomienia |
| ---- | -------------------------------------------- | ------- | ---------------- |
| I    | STP Kabaty – A1 Kabaty – A11 Politechnika    | 12 km   | 1991             |
| II   | A11 Politechnika – A18 Plac Komuny Paryskiej | 6,1 km  | 1994             |
| III  | A18 Plac Komuny Paryskiej – A23 Młociny      | 5,0 km  | 1996             |

W 1986 budowa obejmowała 20 obiektów podstawowych, a także ponad 20 zapleczy techniczno-socjalnych i dwa hotele robotnicze. Rozpoczęto prace nad 7-kilometrową łącznicą między budowaną STP Kabaty i stacją kolejową Warszawa Okęcie.
W 1987 roboty wykonywano na 22 obiektach oraz rozpoczęto pierwsze prace wykończeniowe. W budowie uczestniczyło 60 przedsiębiorstw, a średnie zatrudnienie wynosiło 1600 osób.
W 1988 budowa objęła wszystkie obiekty pierwszego odcinka od stacji A1 Kabaty do stacji A11 Politechnika, rozpoczęto również prace nad obiektami odcinka drugiego – tunelem B12 na północ od stacji Politechnika i tunelem B17 na południe od stacji A17 Dworzec Gdański.

### Kryzys i ograniczenie robót

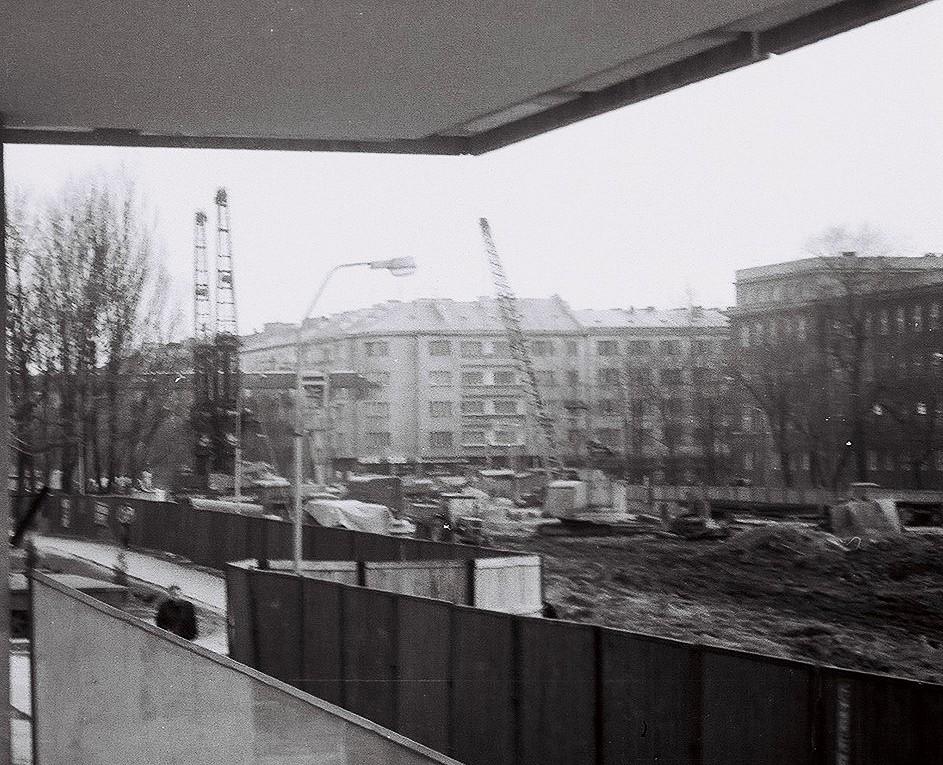
Budowa stacji A10 Pole Mokotowskie (1988)

W drugiej połowie lat 80. pogłębiający się kryzys gospodarczy zmusił do ograniczenia, a w drugiej połowie 1989 nawet do całkowitego przerwania prac nad budową I linii warszawskiego metra. GDBM zwróciła się wtedy o pomoc do Rady Narodowej m.st. Warszawy i Dzielnicowej Rady Narodowej Śródmieścia. Udzielone przez te organy wsparcie pozwoliło na kontynuację prac, lecz nie zostały wykonane wszystkie planowane uprzednio zadania. W tym samym roku w ZSRR przeszkolono pierwszą grupę maszynistów, a władze miejskie powierzyły GDBM funkcję eksploatatora metra.
W 1990 miało miejsce dalsze ograniczanie nakładów finansowych na inwestycję. Środki przewidziane w ustawie budżetowej na ten rok pokryły trzecią część rzeczywistych potrzeb. Konieczne było zaciągnięcie kredytu na zasadach komercyjnych, którego udzielił Państwowy Bank Kredytowy. Skoncentrowano się na pracach nad pierwszym odcinkiem, a rozpoczęte w 1988 roboty na odcinku śródmiejskim wstrzymano. Ponadto zdecydowano o nierealizowaniu stacji A12 Plac Konstytucji i A16 Muranów. Do inwestycji włączył się Bank Światowy, a także nasiliły się kontakty z firmami zagranicznymi zainteresowanymi nawiązaniem współpracy przy budowie. 9 lutego 1990 z ZSRR na STP Kabaty została dostarczona partia 10 z zadeklarowanych 90 wagonów mających obsługiwać linię M1. Przyjazd kolejnych 50 był przewidywany w 1992, a ostatnie 30 miało dotrzeć w 1993.
W 1991 utrzymywał się niski poziom finansowania, a ponadto pojawiły się problemy z dostawami taboru i współpracą z podmiotami zagranicznymi. Zasady organizacji budowy i eksploatacji metra zostały poddane ocenie Najwyższej Izby Kontroli, władz miasta i Banku Światowego. W GDBM nastąpiły zmiany kadrowe i organizacyjne oraz dokonała się dwukrotna zmiana na stanowisku pełnomocnika rządu ds. budowy stołecznego metra. 10 lipca 1991 rozpoczęto montaż trzeciej szyny.
W 1992 budowa metra przestała być inwestycją centralną. Stała się ona zadaniem własnym Związku Dzielnic-Gmin Warszawy finansowanym z dotacji państwowych. Dokonano dalszego porządkowania procesu inwestycyjno-budowlanego, wzrosła rola przetargów w wyborze wykonawców i dostawców. 3 października 1992 miał miejsce dzień otwarty na budowie metra, podczas którego zainteresowani mogli przejechać odcinek między stacjami Kabaty i Ursynów.

### Poprawa sytuacji i ukończenie pierwszego odcinka
29 stycznia 1993 Rada Ministrów podjęła uchwałę nr 13/93 zawierającą zaktualizowany harmonogram inwestycji. Stwierdzała ona również, iż prace związane z dokończeniem pierwszego odcinka I linii metra w Warszawie będą do końca 1994 finansowane z udziałem budżetu państwa. Towarzyszyła temu likwidacja urzędu pełnomocnika rządu ds. budowy metra. Regularny dopływ środków finansowych pozwolił na prawidłową realizację prac, dostaw i usług, a zbliżający się termin uruchomienia metra i przywracanie porządku na powierzchni w rejonach linii przekonały mieszkańców do inwestycji. 19 czerwca 1993 rozpoczęto próbne jazdy pociągów na odcinku A1 Kabaty – A4 Stokłosy, a następnie do stacji A7 Wilanowska.
| Etap | Odcinek                                   | Rok uruchomienia |
| ---- | ----------------------------------------- | ---------------- |
| I    | STP Kabaty – A1 Kabaty – A11 Politechnika | 1994             |
| II   | A11 Politechnika – A13 Centrum            | 1996             |
| III  | A13 Centrum – A15 Ratusz                  | 1998             |
| IV   | A15 Ratusz – A17 Dworzec Gdański          | 2000             |
| V    | A17 Dworzec Gdański – A23 Młociny         | 2003             |

W 1994 prowadzono przygotowania do eksploatacji metra. Na mocy decyzji władz Warszawy kupiono 32 wagony niezbędne do uruchomienia pierwszego odcinka, którego budowa została zakończona. Skompletowana została załoga eksploatacyjna, w tym maszyniści. Ponadto wznowiono prace na odcinku śródmiejskim do stacji A13 Centrum, ale nadal nie rozwiązano spraw finansowych dotyczących zarówno spłat zobowiązań, jak i wydatków bieżących związanych z eksploatacją. Kolejną skomplikowaną kwestią była własność warszawskiego metra.
5 marca 1994 zorganizowano dzień otwarty na budowie warszawskiego metra, podczas którego pociągi z ludźmi na pokładzie pierwszy raz przejechały całą trasę od stacji Kabaty do stacji Politechnika. Pod koniec 1994 pierwszy odcinek metra był gotowy do eksploatacji i pociągi rozpoczęły rozkładowe kursowanie bez pasażerów. 1 stycznia 1995 weszły w życie nowe przepisy dotyczące wydawania zgody na rozpoczęcie eksploatacji obiektów, co spowodowało konieczność wykonania dodatkowych prac przed rozpoczęciem jazd z pasażerami. 14 lutego 1995 GDBM zgłosiła techniczną gotowość do otwarcia metra, jednak podczas odbiorów technicznych zgłoszono usterki, które należało poprawić. W połowie marca ostateczną zgodę na eksploatację wydała straż pożarna i jedynym brakującym dokumentem była pozytywna opinia Inspektora Nadzoru Budowlanego. 28 marca podjęto decyzję, że I linia metra zostanie otwarta 7 kwietnia.
7 kwietnia 1995 o godz. 12.00 na stacji Wilanowska miało miejsce uroczyste uruchomienie pierwszego odcinka pierwszej linii metra w Warszawie. Miał on długość 11,5 km, liczył 11 stacji i był obsługiwany 14 pociągami 3-wagonowymi.

### Decyzja o rozbudowie linii
17 czerwca 1996 Rada m.st. Warszawy podjęła uchwałę o kontynuacji budowy I linii metra na odcinku od stacji A13 Centrum do stacji A23 Młociny, natomiast 8 października 1996 Zarząd m.st. Warszawy podjął uchwałę w sprawie zatwierdzenia harmonogramu budowy wymienionego odcinka. 27 października 1997 Rada m.st. Warszawy zatwierdziła wieloletni plan inwestycyjny m.st. Warszawy opracowany na lata 1997–2001, w którym uwzględniono wysokość nakładów finansowych w poszczególnych latach. W źródłach finansowania budowy metra przewidywano udział budżetu państwa.

### Odcinek śródmiejski

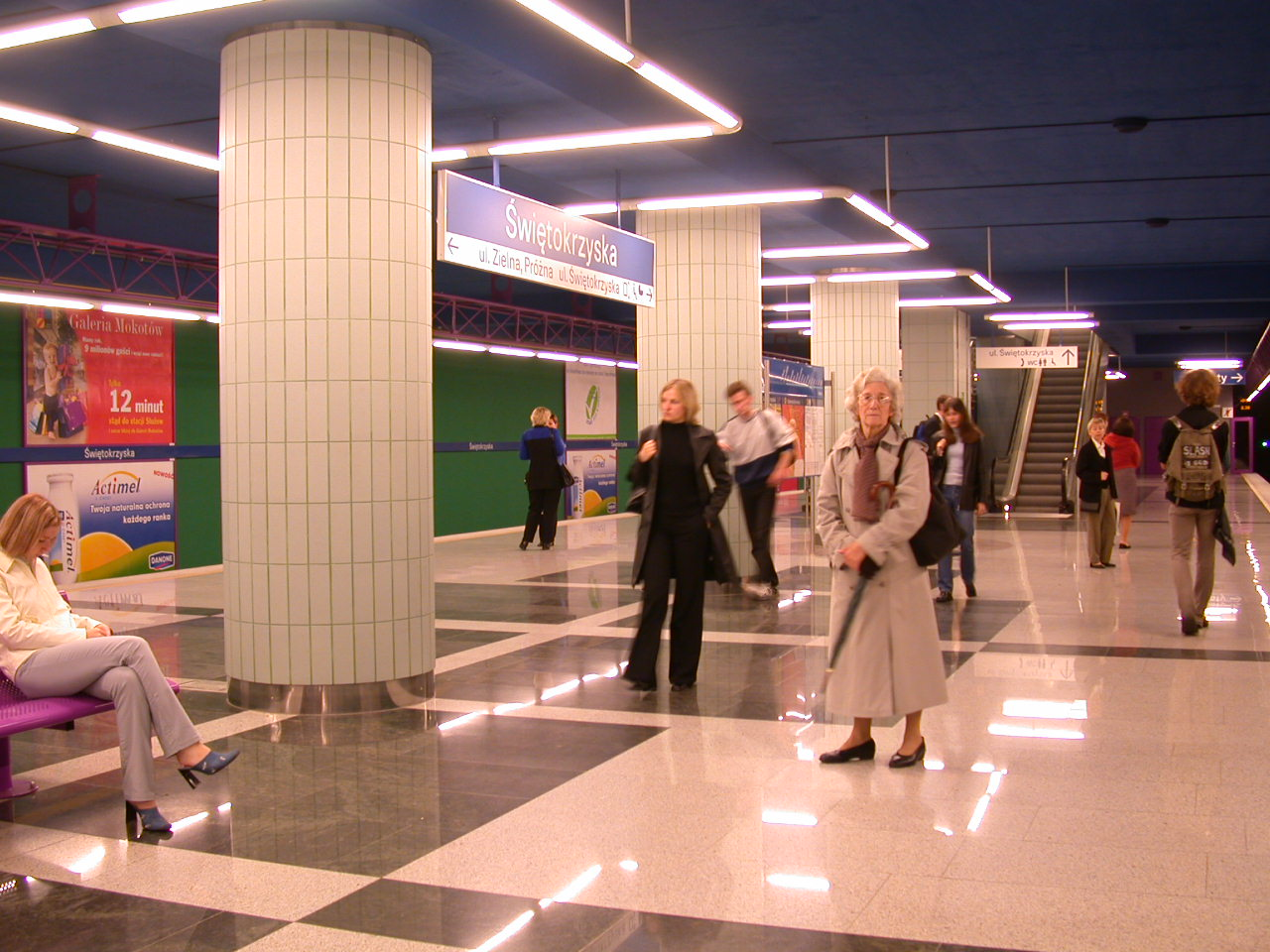
Stacja Świętokrzyska w pierwszych miesiącach eksploatacji

5 marca 1995, czyli jeszcze przed uruchomieniem odcinka do stacji A11 Politechnika, miało miejsce wmurowanie kamienia węgielnego pod budowę stacji A13 Centrum, natomiast dwa miesiące później ruszyły prace budowlane na tym przystanku. Od listopada do grudnia 1997 na stacji Centrum trwały prace wykończeniowe.
26 maja 1998 uruchomiono stację Centrum, a wraz z nią oddano do użytku dwa tunele o długości około 1240 m każdy łączące ją ze stacją Politechnika. Koszt budowy stacji wyniósł 120 mln złotych, natomiast tuneli 95 mln złotych. Warszawska linia metra osiągnęła długość 12,5 km. Trasę z Kabat do Centrum pociągi pokonywały w 19 minut i 30 sekund. Metro dysponujące składami 4-wagonowymi w szczycie uruchamiało 13 pociągów, natomiast poza szczytem 8.
Odcinek między stacjami A13 Centrum i A15 Ratusz zaprojektowano na podstawie doświadczeń zebranych podczas budowy i eksploatacji pierwszego fragmentu linii. Zmiana metod budowy oraz dostęp do innych technik i technologii spowodowały, że budowa na północ od stacji Centrum była tańsza. Stacje skrócono z około 300 m do 156 m długości zachowując jednocześnie wymagane funkcje użytkowe i technologiczne. Wykonawcy budowy stacji A14 Świętokrzyska i A15 Ratusz zostali wyłonieni w przetargach.
W marcu 1998 rozpoczęto z opóźnieniem drążenie tuneli do stacji Świętokrzyska, w czerwcu 1998 natomiast wmurowano kamienie węgielne pod tę stację oraz stację Ratusz, której budowę rozpoczęto w tym samym miesiącu. 6 stycznia 2000 obydwie stacje zostały połączone tunelem zachodnim.
11 maja 2001 oddano do użytku stacje Świętokrzyska i Ratusz, a wraz z nimi tunele łączące je z dotychczasowym odcinkiem do stacji Centrum. Łączny koszt inwestycji wyniósł około 400 mln złotych. Czas przejazdu na trasie A1 Kabaty – A15 Ratusz o długości 14,2 km trwał 22 minuty.
8 października 2003 zakończono budowę stacji A17 Dworzec Gdański i przystąpiono do odbiorów technicznych. 20 grudnia 2003 miało miejsce uroczyste otwarcie tej stacji, po którym o godz. 13.00 włączono ją do ruchu. Linia osiągnęła długość 15,5 km i pokonywało się ją w czasie około 25 minut. W godzinach szczytu uruchamiano 19 pociągów z częstotliwością kursowania około 3 minut. Od 27 stycznia 2004 na wszystkich stacjach był dostępny zasięg sieci komórkowych.

### Odcinek żoliborski

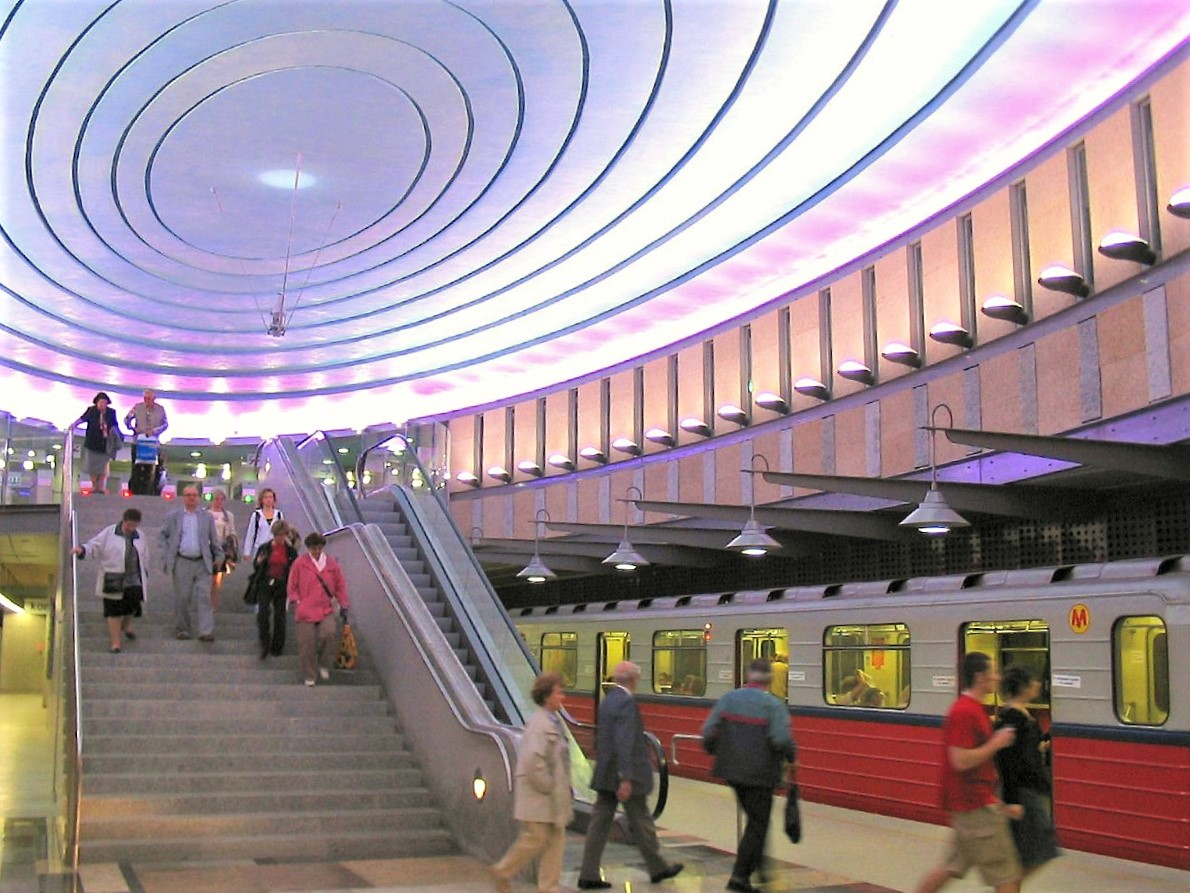
Stacja Plac Wilsona w pierwszych dniach eksploatacji

10 września 2003 został przekazany generalnemu wykonawcy stacji A18 Plac Wilsona teren pod budowę, a 7 czerwca 2004 w peron stacji wmurowano akt erekcyjny.
8 kwietnia 2005 o godzinie 5.08 stacja Plac Wilsona została włączona do ruchu pasażerskiego. Koszt budowy stacji i torów odstawczych oraz nowej ul. Słowackiego wraz z torami tramwajowymi wyniósł 92 mln złotych.
29 grudnia 2006 uruchomiono stację A19 Marymont. Jako że nie było na niej możliwości zawracania pociągów, składy nadal kończyły bieg na poprzedniej stacji Plac Wilsona, a na nowo otwartym odcinku pomiędzy tymi dwoma przystankami ruch odbywał się wahadłowo torem zachodnim.

### Odcinek bielański i zakończenie budowy linii

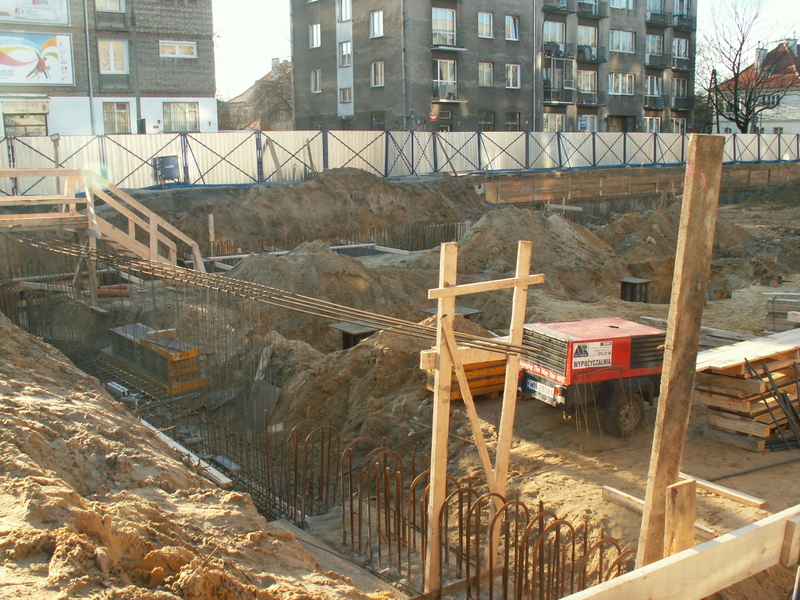
Budowa stacji Stare Bielany (2007)

5 kwietnia 2006 Metro Warszawskie podpisało umowę z konsorcjum PRG Metro i PeBeKa Lubin, którego zadaniem była budowa pierwszego etapu odcinka bielańskiego obejmującego stację A20 Słodowiec oraz tunele szlakowe B20 łączące ją ze stacją A19 Marymont. 23 kwietnia 2008 otwarto stację Słodowiec i o godz. 10.25 wjechał na nią pierwszy pociąg z pasażerami. Początkowo zakładano jej uruchomienie wraz ze stacją Marymont, ale z powodu opóźnienia nastąpiło to dopiero ponad rok później.
31 maja 2006 podpisana została umowa z konsorcjum Mostostal Warszawa i Acciona Infraestructuras – generalnym wykonawcą drugiego etapu inwestycji budowy metra na Bielanach, w którego zakres wchodziły stacje A21 Stare Bielany i A22 Wawrzyszew oraz prowadzące do nich tunele szlakowe B21 i B22. 14 czerwca 2006 natomiast podpisano z konsorcjum PeBeKa SA i PRG Metro umowę na budowę ostatniego odcinka I linii metra w Warszawie obejmującego tunel szlakowy B23, stację A23 Młociny i węzeł komunikacyjny Młociny.
25 października 2008, po 25 latach budowy, zakończono prace nad I linią metra w Warszawie i uruchomiono jej trzy ostatnie stacje – Stare Bielany, Wawrzyszew i Młociny, przy której powstał węzeł komunikacyjny z parkingiem Parkuj i Jedź.

### Niewybudowane stacje

Pominięte stacje Plac Konstytucji i Muranów

W 1989, w trakcie budowy pierwszego odcinka Stacja Techniczno-Postojowa Kabaty–Politechnika, podjęto decyzję o zaniechaniu budowy stacji A12 Plac Konstytucji i A16 Muranów. W związku z tym lokalizację stacji Ratusz przesunięto na północ.
W 2006 powrócono do pomysłu budowy dwóch pominiętych stacji. Zostały one ujęte w „Studium uwarunkowań i kierunków zagospodarowania przestrzennego m.st. Warszawy”.
Planowana stacja Muranów miałaby znaleźć się pod ulicą gen. Władysława Andersa, 635 m za stacją Ratusz Arsenał i 899 m przed stacją Dworzec Gdański. Planowana stacja Plac Konstytucji miałaby natomiast znaleźć się pod ulicą Marszałkowską w rejonie placu Konstytucji, 592 m za stacją Politechnika i 858 m przed stacją Centrum. Miałaby ona być stacją przesiadkową pomiędzy I a III linią metra.
W październiku 2014 poinformowano, że stacje prawdopodobnie nie zostaną wybudowane. Mimo tego, w maju 2019, temat powrócił – ogłoszono przetarg na projekt tych stacji. Został on rozstrzygnięty we wrześniu 2019.

### Zmiana systemu sterowania ruchem
1 września 2015 zmieniono system sterowania ruchem na SOP-2W, dzięki czemu możliwe było wygaszenie semaforów, zwiększenie częstotliwości oraz prędkości pociągów do 80 km/h. Mimo tego pociągi na linii poruszają się z wcześniej stosowaną prędkością 60 km/h.

## Stacje

### Lista stacji
| Ozn. | Nazwa            | Data otwarcia                   | Dzielnica   | Perony (liczba × szer.) | Tory odstawcze | Punkt Obsługi Pasażerów ZTM | Parking Park&Ride | Parking Bike&Ride | Strefa Kiss&Ride | Stacja Veturilo | Przesiadki                   |
| ---- | ---------------- | ------------------------------- | ----------- | ----------------------- | -------------- | --------------------------- | ----------------- | ----------------- | ---------------- | --------------- | ---------------------------- |
| STP1 | STP Kabaty       | 7 kwietnia 1995                 | Ursynów     |                         |                |                             |                   |                   |                  |                 |                              |
| A1   | Kabaty           | 7 kwietnia 1995                 | Ursynów     | 1 × 10 m                | Tak            | Nie                         | Nie               | Tak               | Tak              | Tak             | autobus                      |
| A2   | Natolin          | 7 kwietnia 1995                 | Ursynów     | 1 × 10 m                | Nie            | Nie                         | Nie               | Tak               | Nie              | Tak             | autobus                      |
| A3   | Imielin          | 7 kwietnia 1995                 | Ursynów     | 1 × 10 m                | Nie            | Tak                         | Nie               | Tak               | Nie              | Tak             | autobus                      |
| A4   | Stokłosy         | 7 kwietnia 1995                 | Ursynów     | 1 × 10 m                | Nie            | Nie                         | 392               | Tak               | Nie              | Tak             | autobus                      |
| A5   | Ursynów          | 7 kwietnia 1995                 | Ursynów     | 1 × 11 m                | Nie            | Nie                         | 165               | Tak               | Nie              | Tak             | autobus                      |
| A6   | Służew           | 7 kwietnia 1995                 | Mokotów     | 1 × 10 m                | Nie            | Tak                         | Nie               | Tak               | Nie              | Tak             | autobus                      |
| A7   | Wilanowska       | 7 kwietnia 1995                 | Mokotów     | 1 × 11 m                | Tak            | Nie                         | 283               | Tak               | Tak              | Tak             | autobus, tramwaj             |
| A8   | Wierzbno         | 7 kwietnia 1995                 | Mokotów     | 1 × 10 m                | Nie            | Nie                         | Nie               | Tak               | Nie              | Tak             | autobus, tramwaj             |
| A9   | Racławicka       | 7 kwietnia 1995                 | Mokotów     | 1 × 10 m                | Nie            | Nie                         | Nie               | Tak               | Nie              | Tak             | autobus                      |
| A10  | Pole Mokotowskie | 7 kwietnia 1995                 | Mokotów     | 1 × 10 m                | Nie            | Nie                         | Nie               | Nie               | Nie              | Tak             | autobus, tramwaj             |
| A11  | Politechnika     | 7 kwietnia 1995                 | Śródmieście | 1 × 11 m                | Tak            | Tak                         | Nie               | Nie               | Nie              | Tak             | autobus, tramwaj             |
| A12  | Plac Konstytucji | niewybudowana, planowana w 2026 | Śródmieście |                         |                |                             |                   |                   |                  |                 |                              |
| A13  | Centrum          | 26 maja 1998                    | Śródmieście | 2 × 7 m                 | Nie            | Tak                         | Nie               | Nie               | Nie              | Tak             | autobus, tramwaj, pociąg     |
| A14  | Świętokrzyska    | 11 maja 2001                    | Śródmieście | 1 × 12 m                | Nie            | Tak                         | Nie               | Nie               | Nie              | Tak             | autobus, tramwaj, metro (M2) |
| A15  | Ratusz Arsenał   | 11 maja 2001                    | Śródmieście | 1 × 12 m                | Nie            | Tak                         | Nie               | Nie               | Nie              | Tak             | autobus, tramwaj             |
| A16  | Muranów          | niewybudowana, planowana w 2026 | Śródmieście |                         |                |                             |                   |                   |                  |                 |                              |
| A17  | Dworzec Gdański  | 20 grudnia 2003                 | Śródmieście | 1 × 12 m                | Nie            | Tak                         | Nie               | Tak               | Tak              | Tak             | autobus, tramwaj, pociąg     |
| A18  | Plac Wilsona     | 8 kwietnia 2005                 | Żoliborz    | 1 × 11 m                | Tak            | Nie                         | Nie               | Nie               | Nie              | Tak             | autobus, tramwaj             |
| A19  | Marymont         | 29 grudnia 2006                 | Żoliborz    | 1 × 11 m                | Nie            | Nie                         | 405               | Tak               | Nie              | Tak             | autobus, tramwaj             |
| A20  | Słodowiec        | 23 kwietnia 2008                | Bielany     | 2 × 4,5 m               | Nie            | Nie                         | Nie               | Nie               | Tak              | Tak             | autobus, tramwaj             |
| A21  | Stare Bielany    | 25 października 2008            | Bielany     | 2 × 4,5 m               | Nie            | Nie                         | Nie               | Nie               | Nie              | Tak             | autobus                      |
| A22  | Wawrzyszew       | 25 października 2008            | Bielany     | 2 × 4,5 m               | Nie            | Nie                         | 80                | Tak               | Nie              | Tak             | autobus                      |
| A23  | Młociny          | 25 października 2008            | Bielany     | 2 × 4,5 m               | Tak            | Tak                         | 1493              | Tak               | Tak              | Tak             | autobus, tramwaj             |
|      |                  | [ 3 ]                           |             | [ 51 ]                  | [ 52 ]         | [ 53 ] [ 54 ]               | [ 55 ]            | [ 56 ]            | [ 57 ]           | [ 58 ]          | [ 59 ]                       |

### Galeria

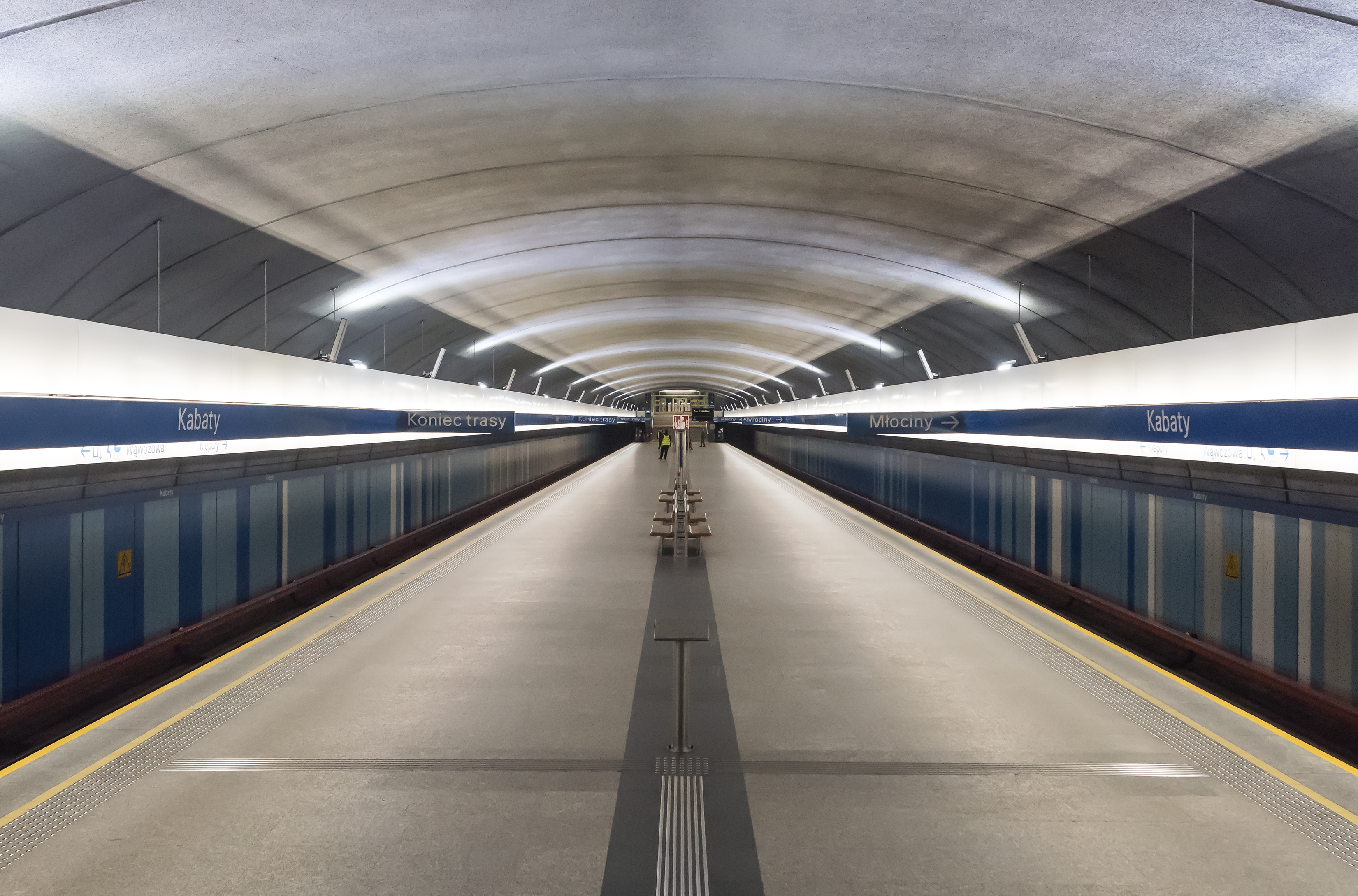
Kabaty
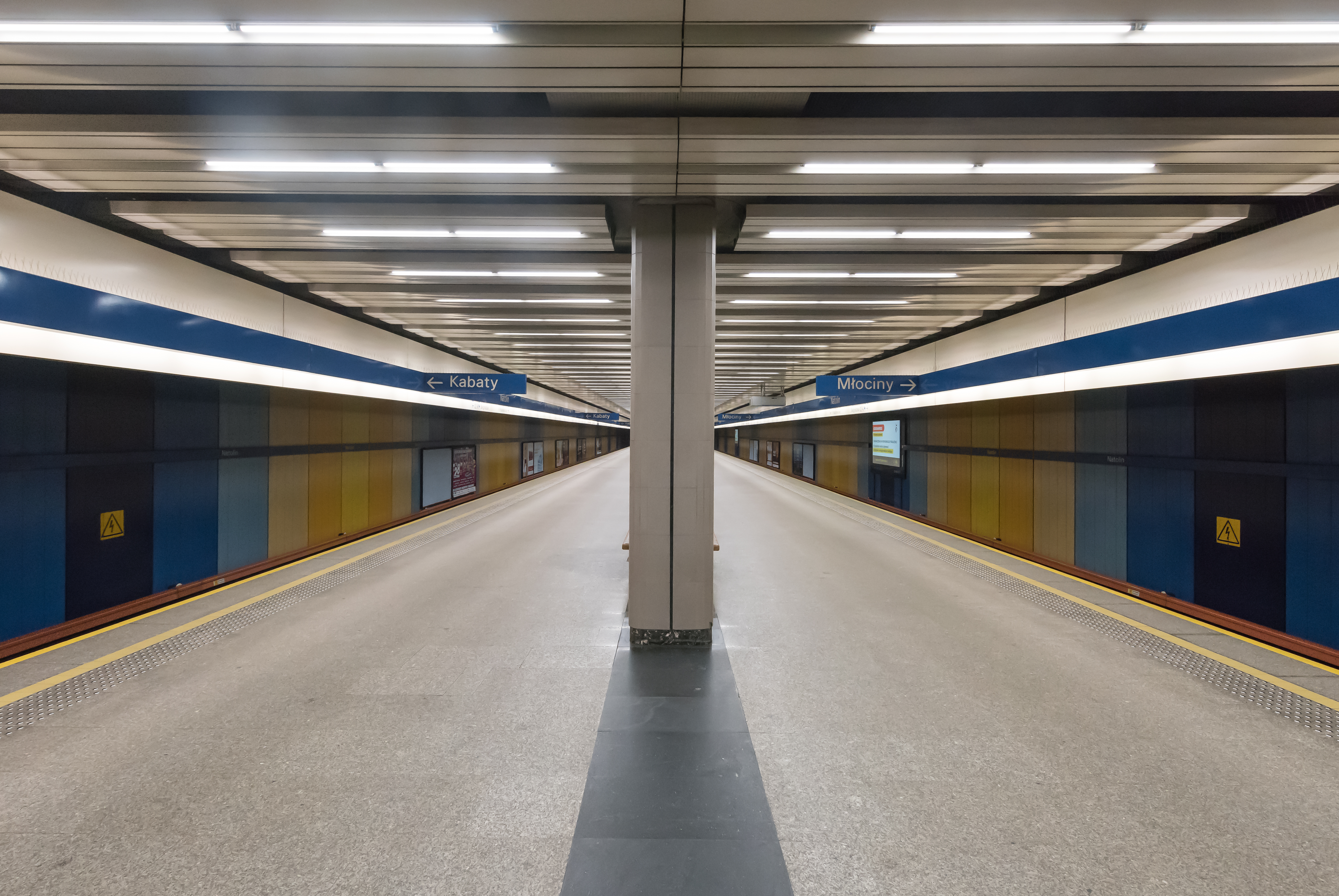
Natolin
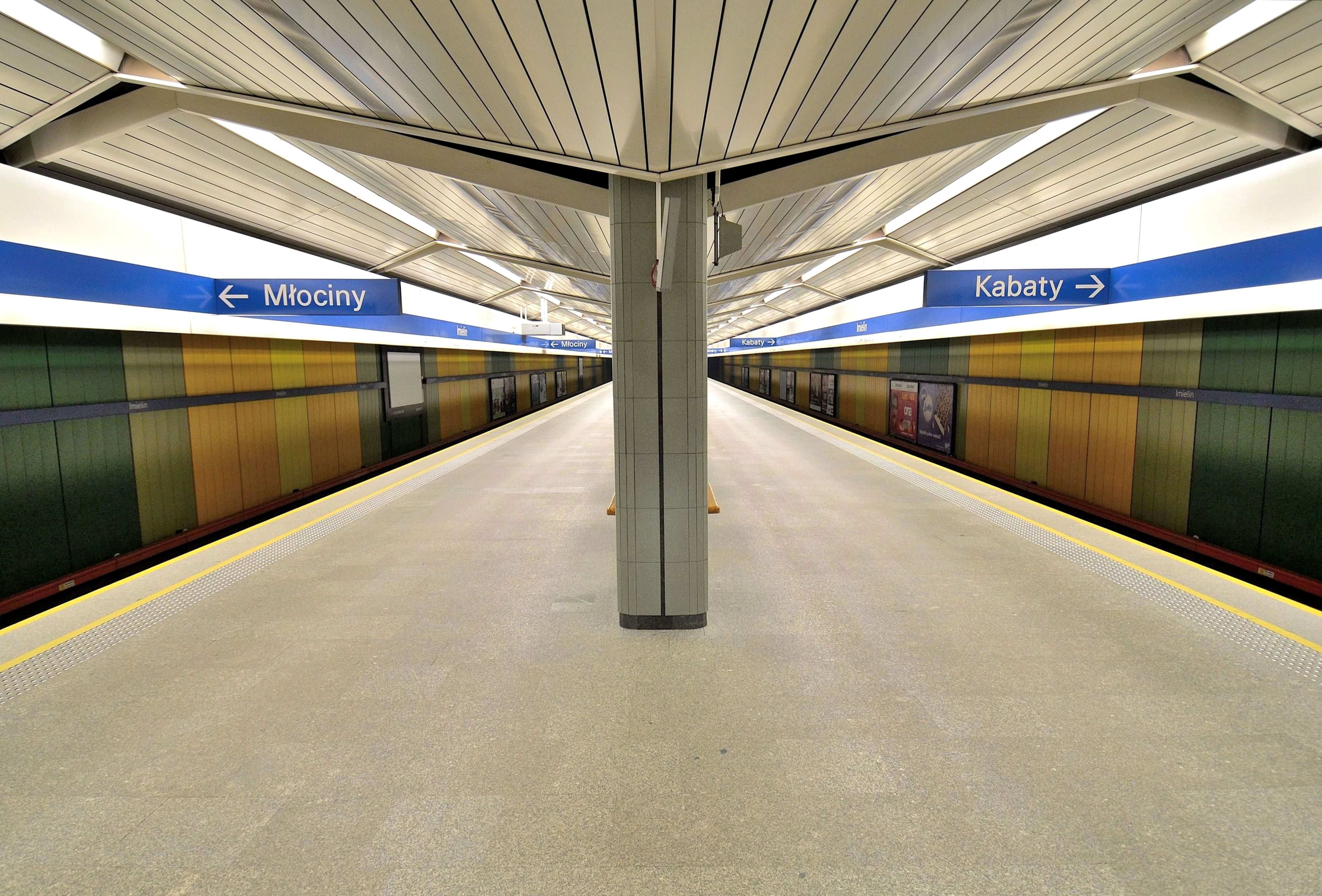
Imielin
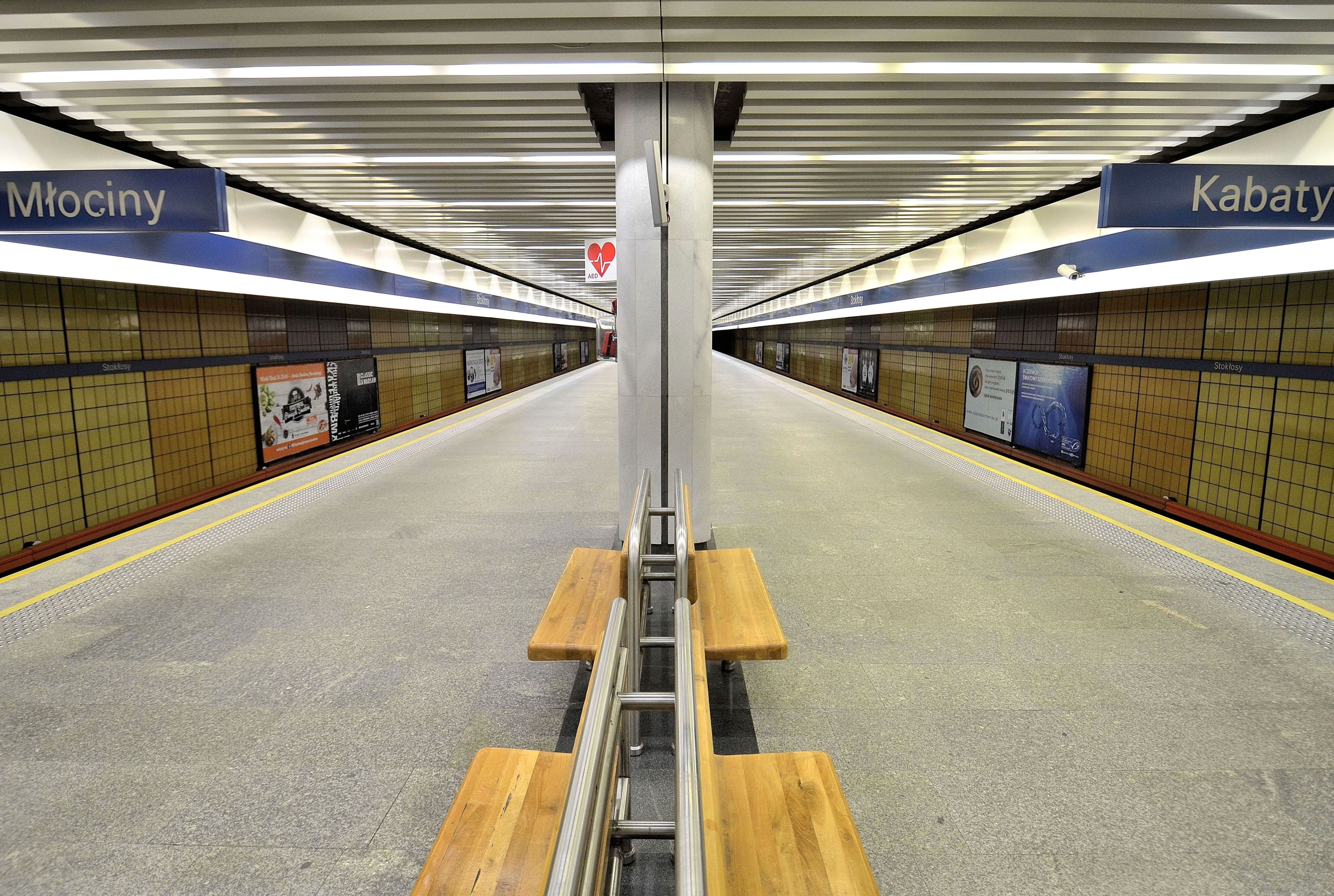
Stokłosy
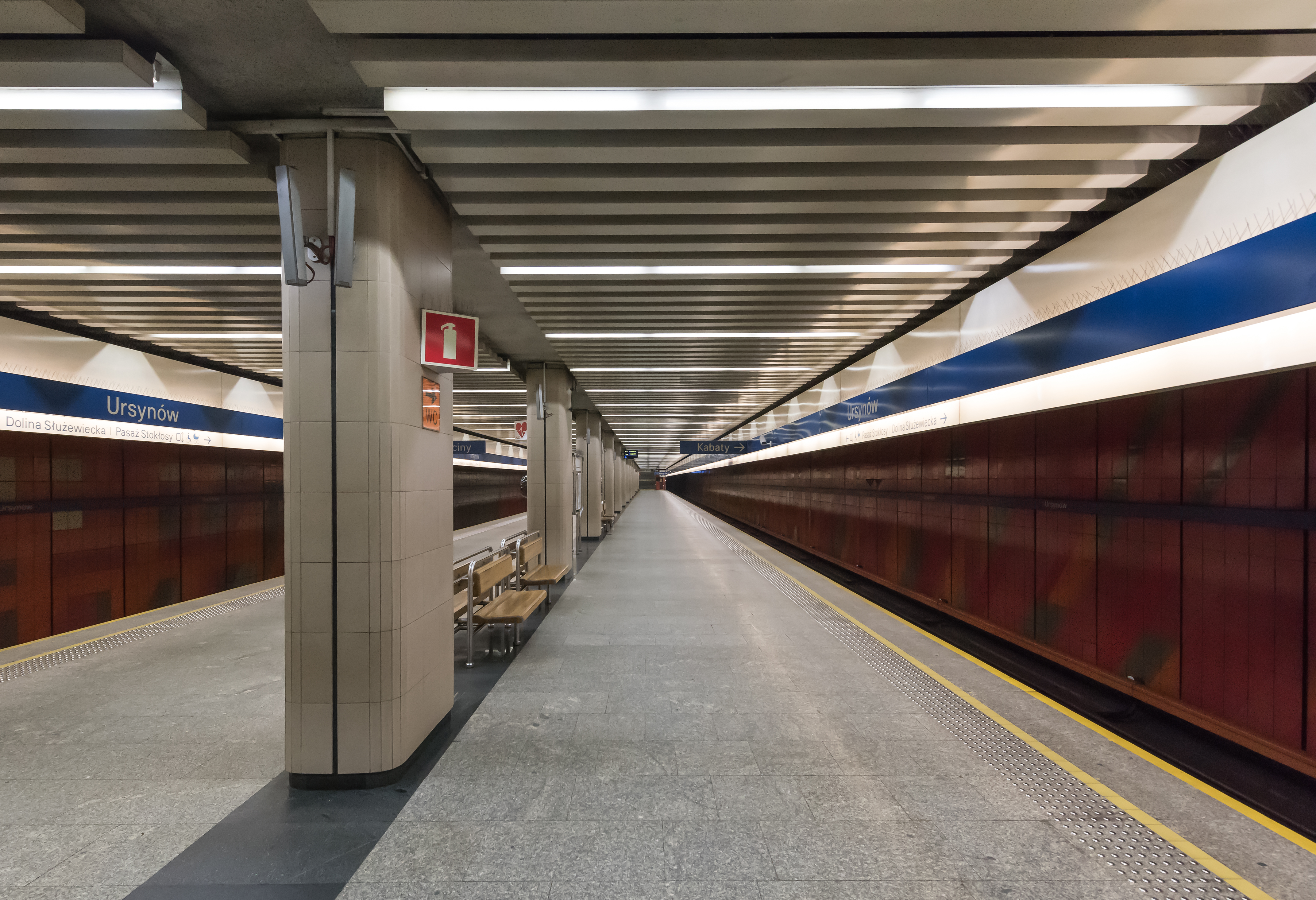
Ursynów
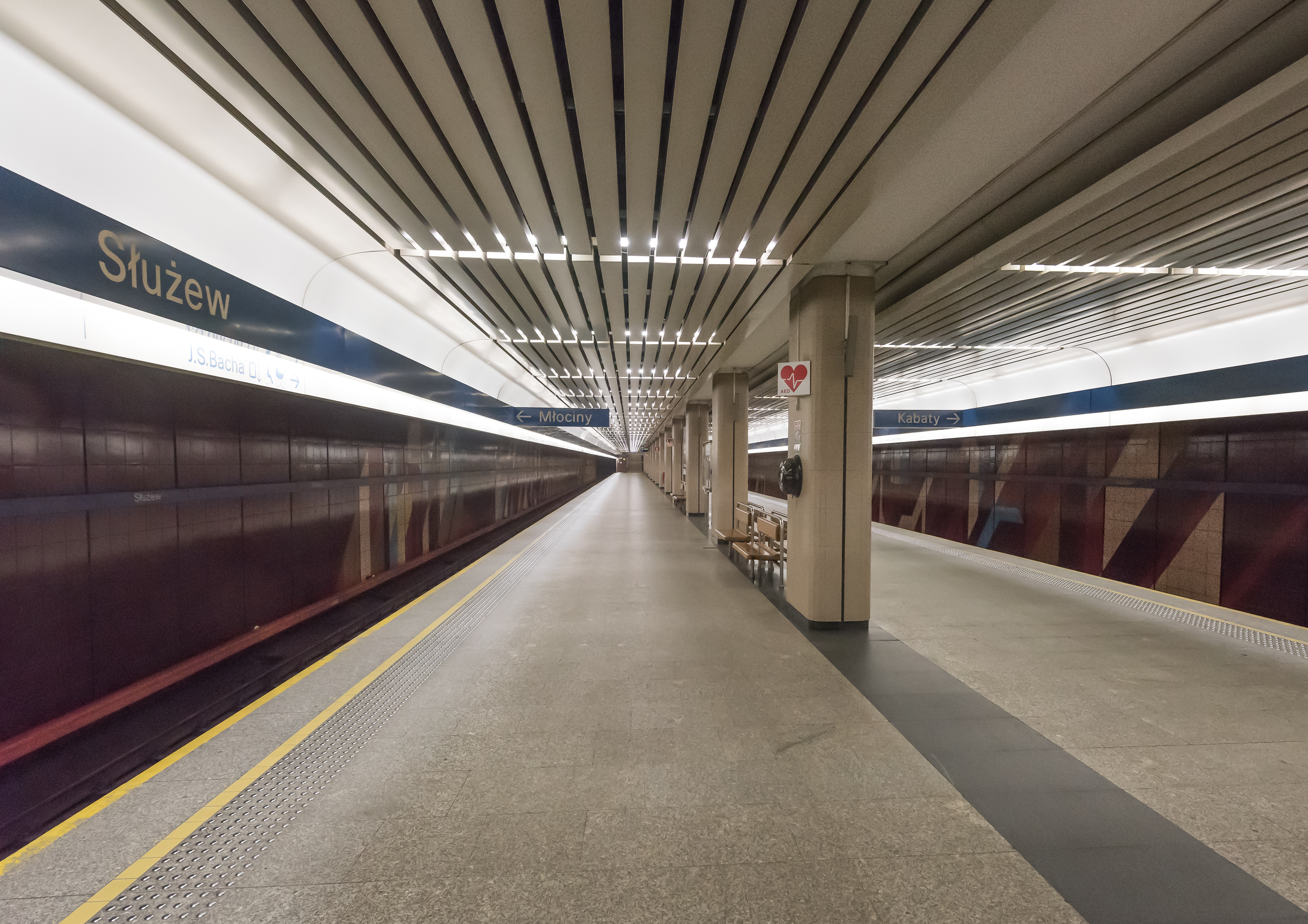
Służew
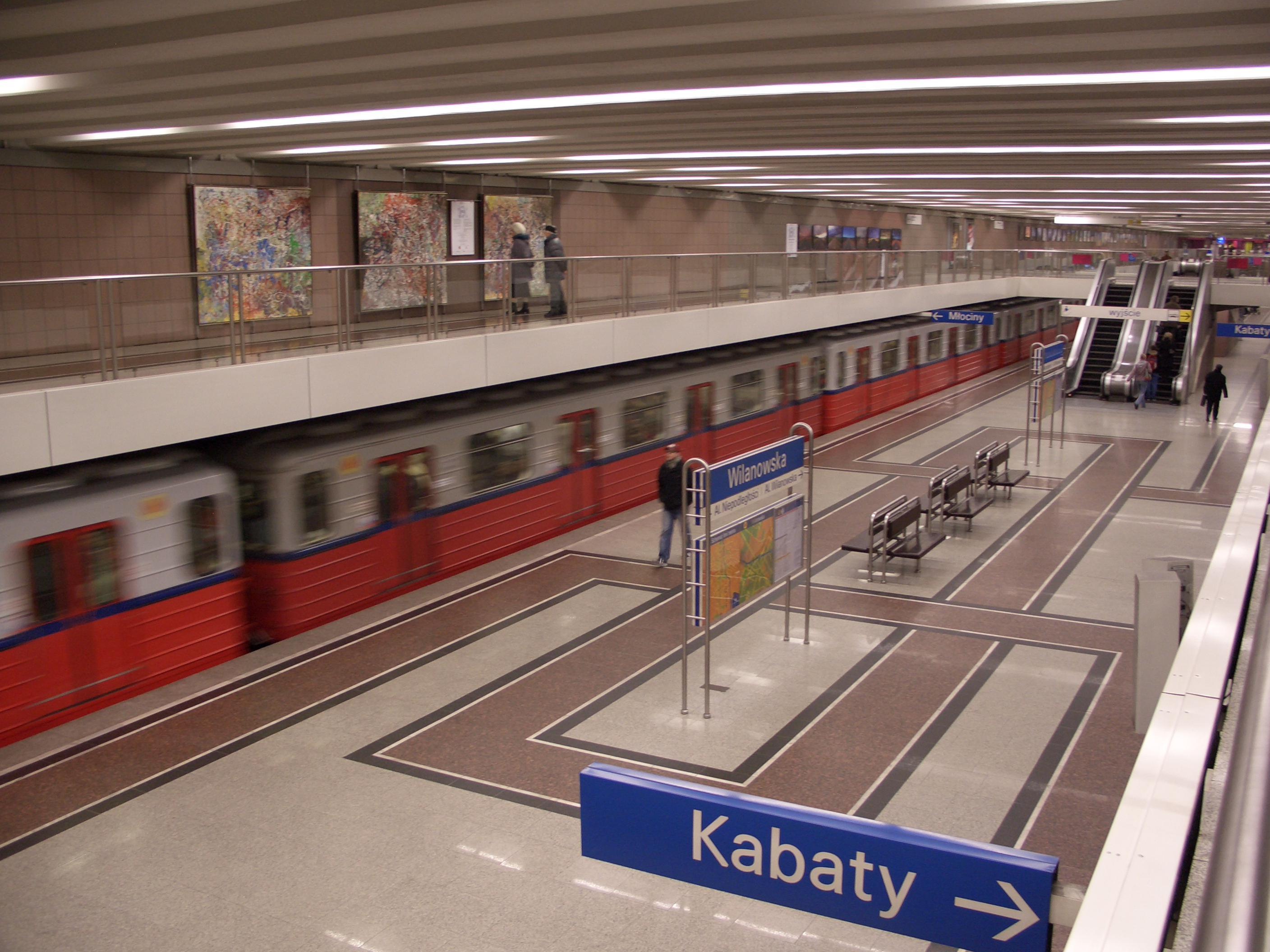
Wilanowska
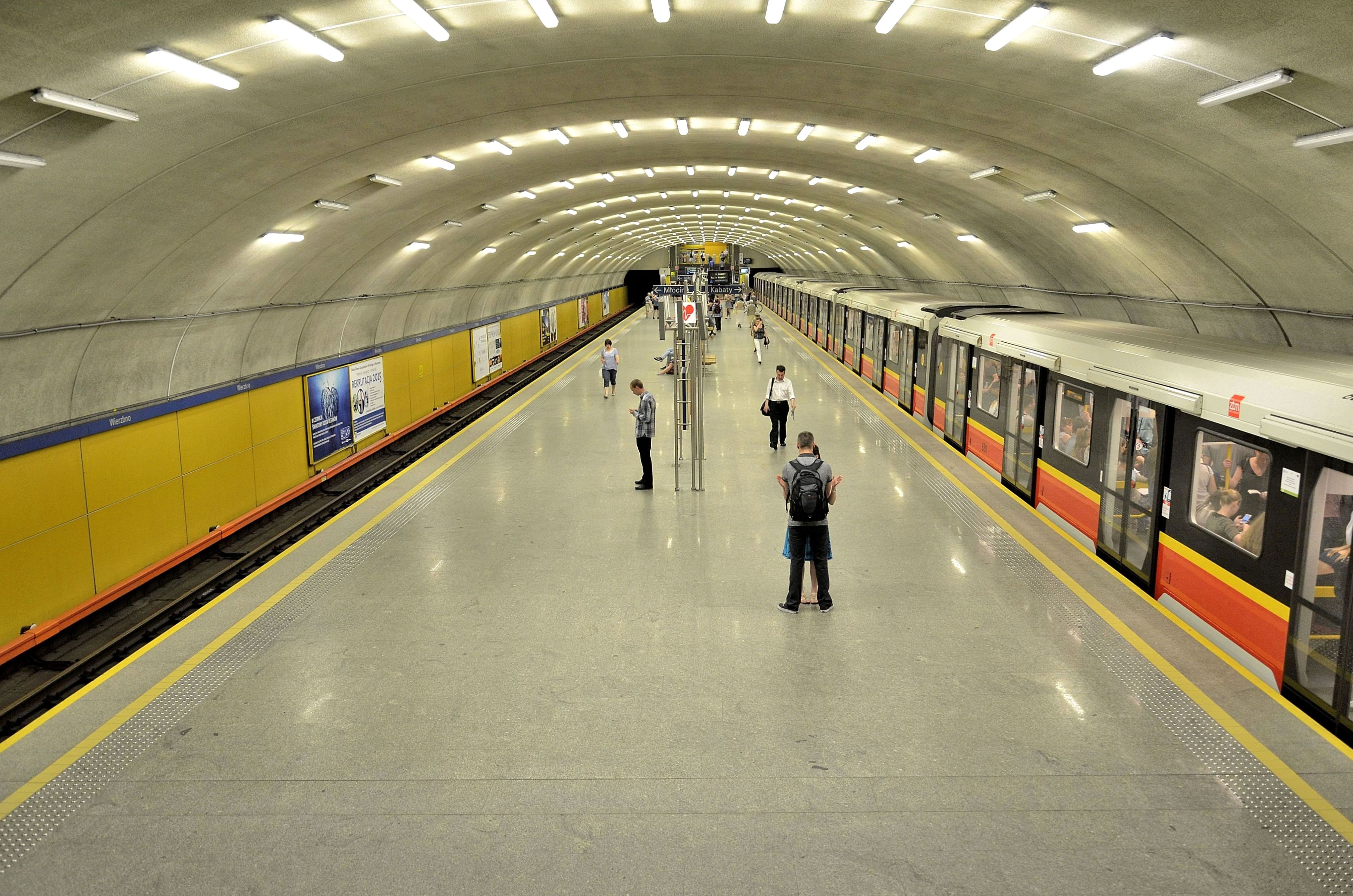
Wierzbno
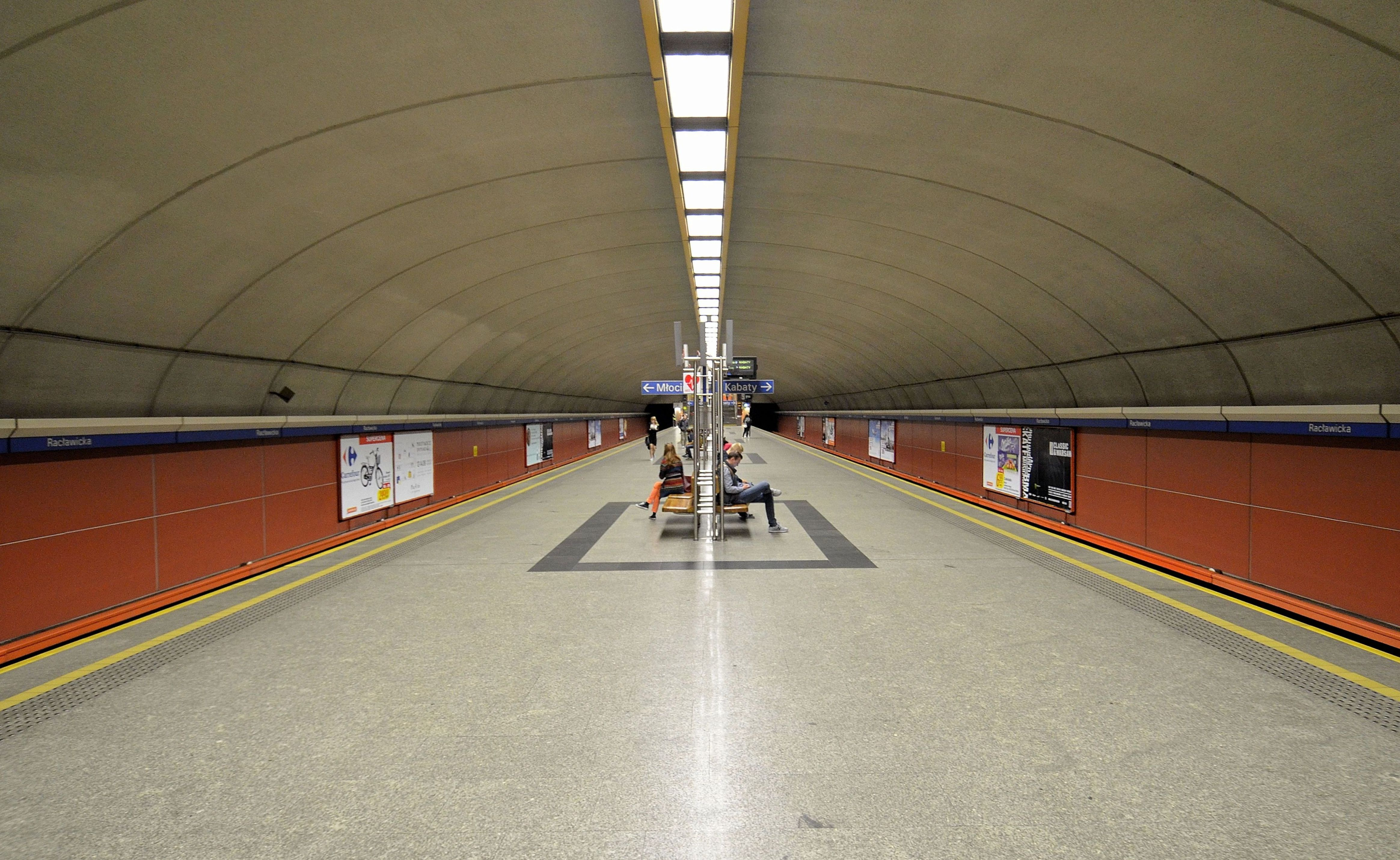
Racławicka
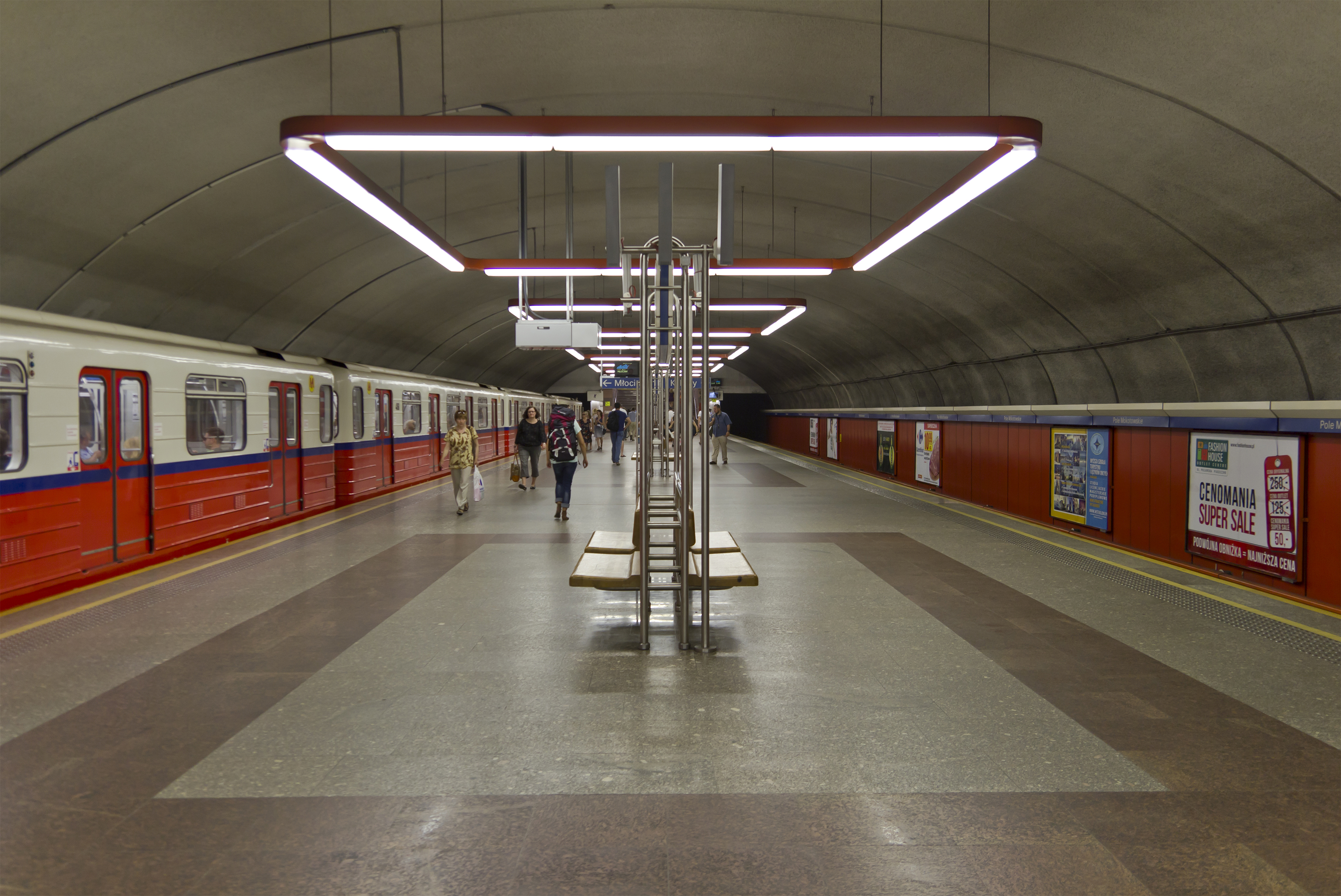
Pole Mokotowskie
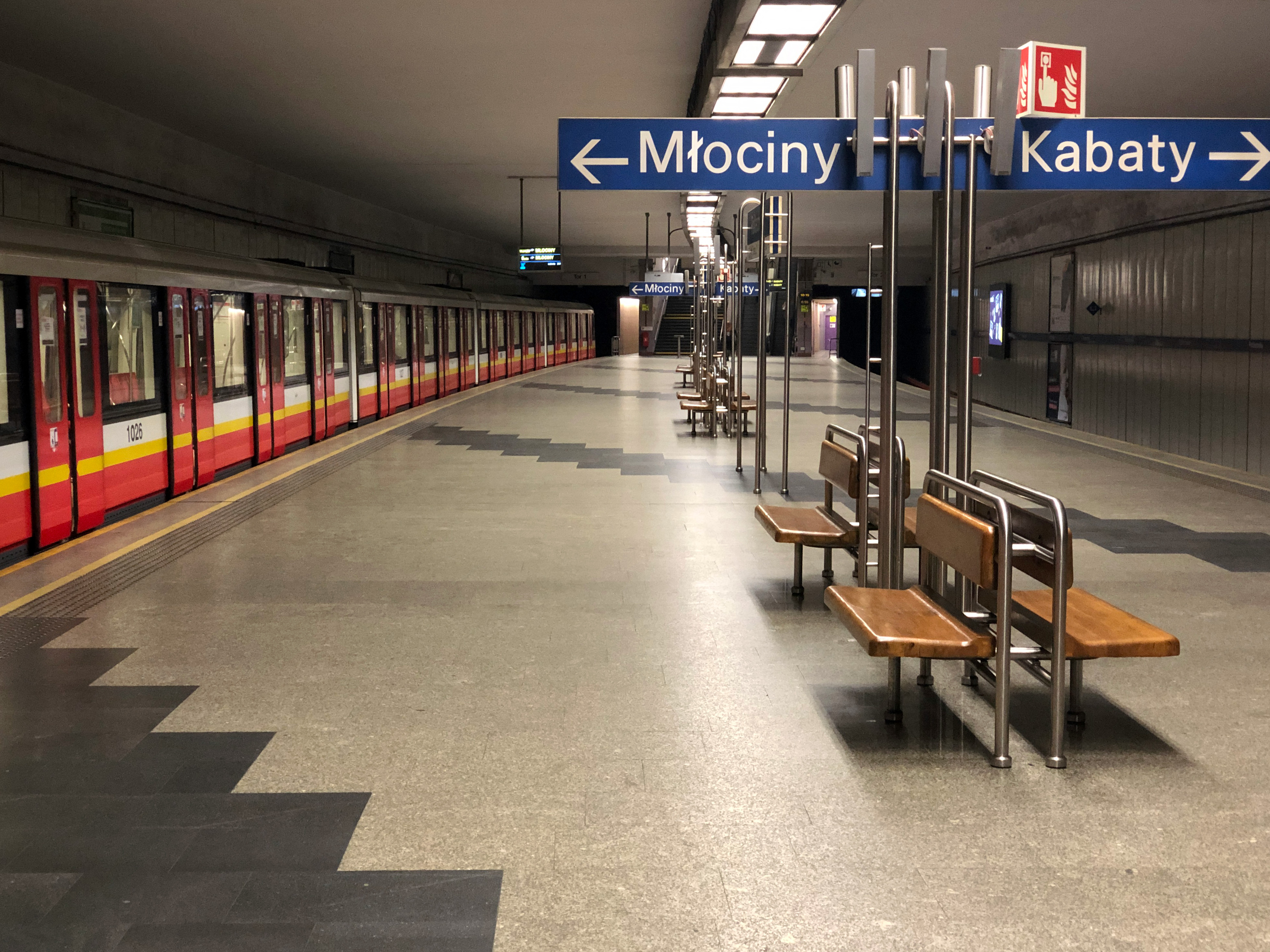
Politechnika
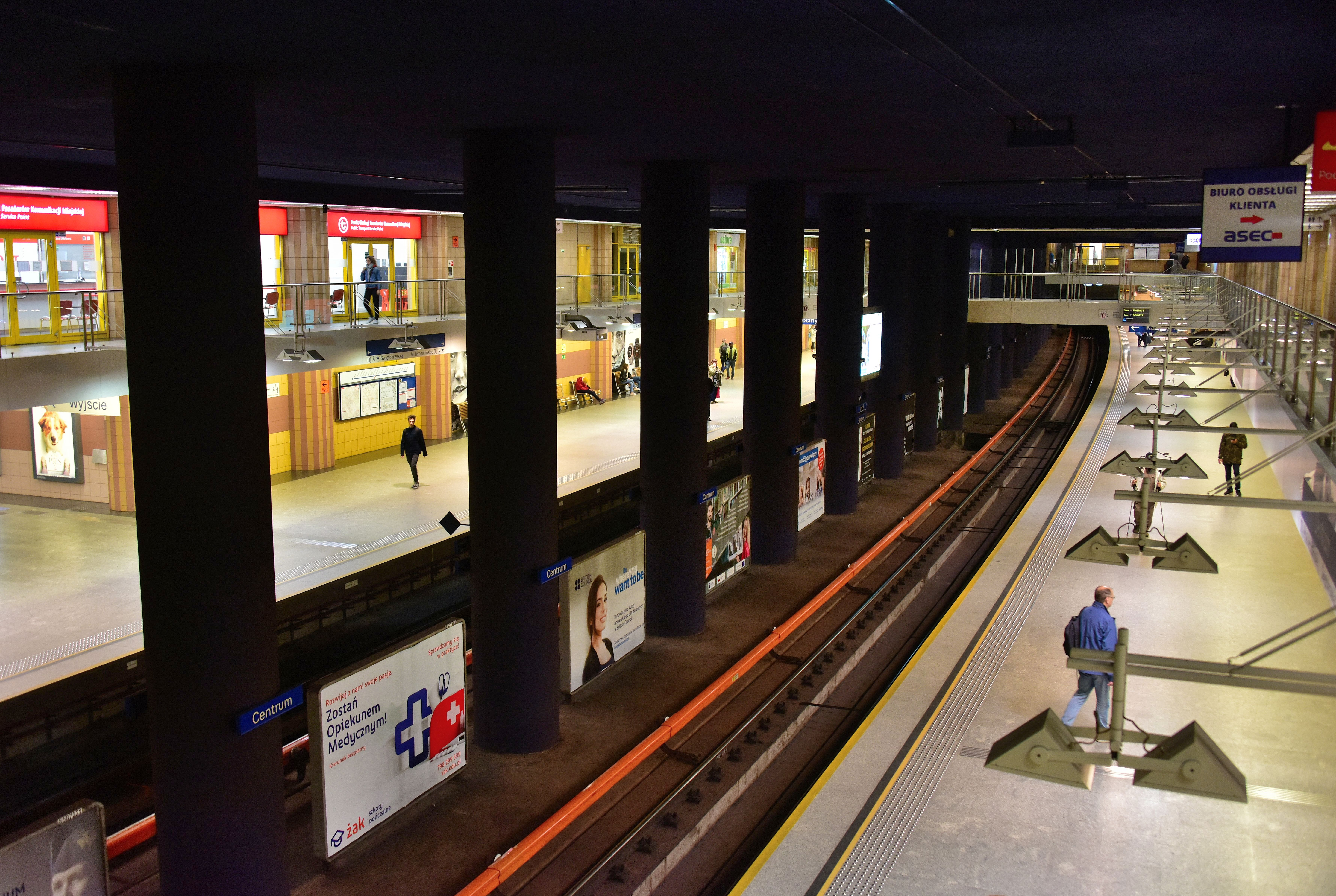
Centrum
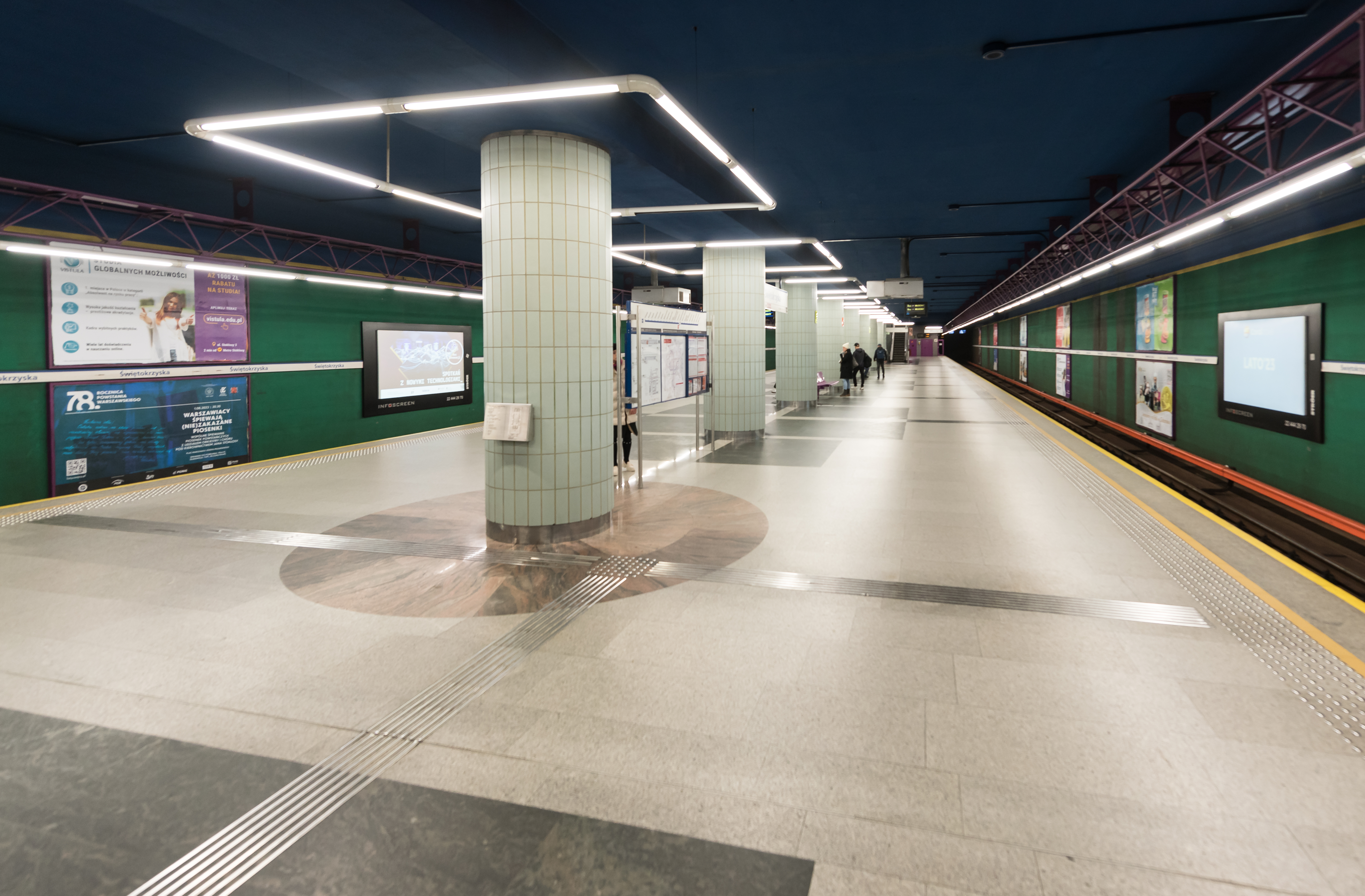
Świętokrzyska
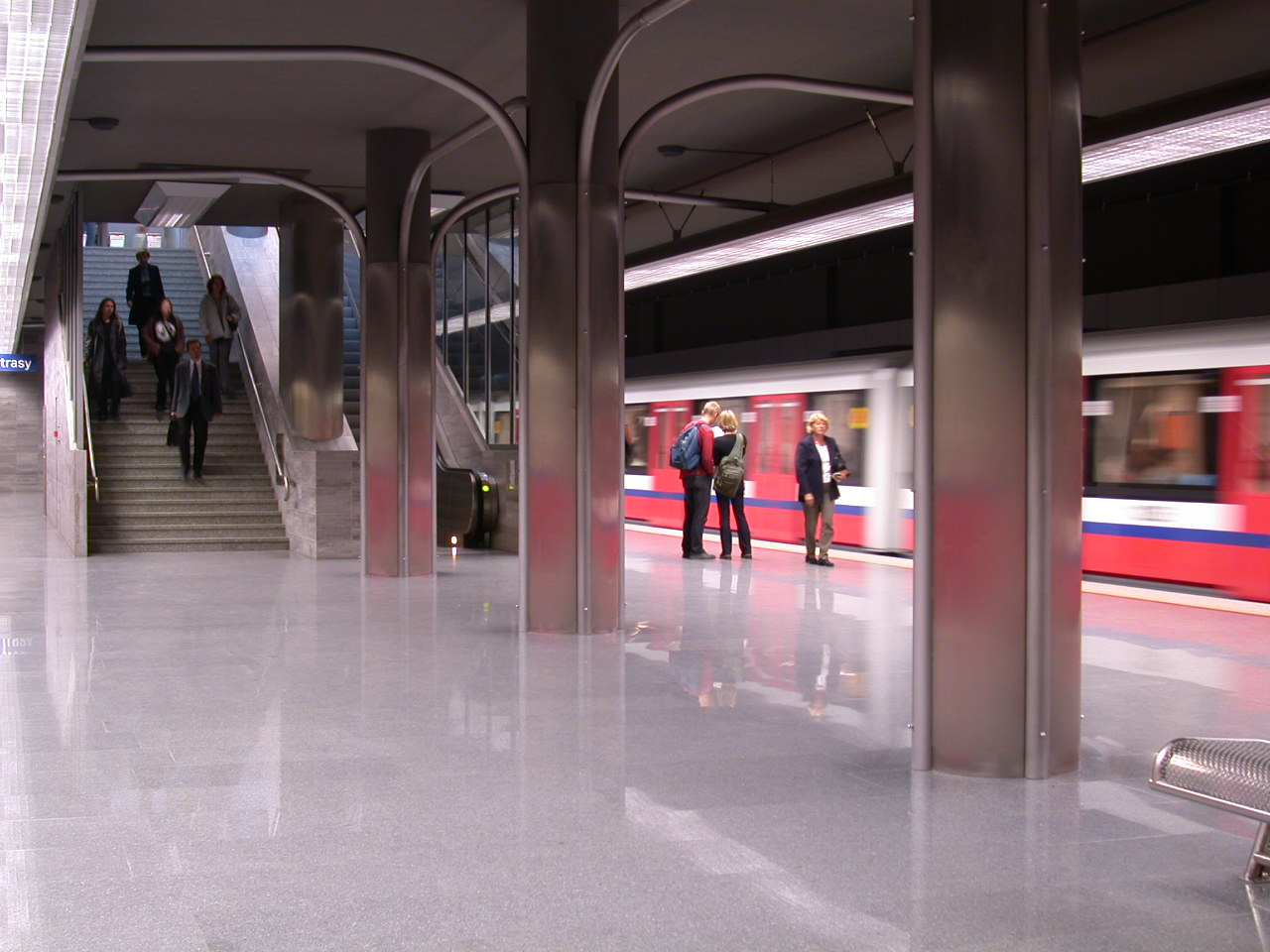
Ratusz Arsenał
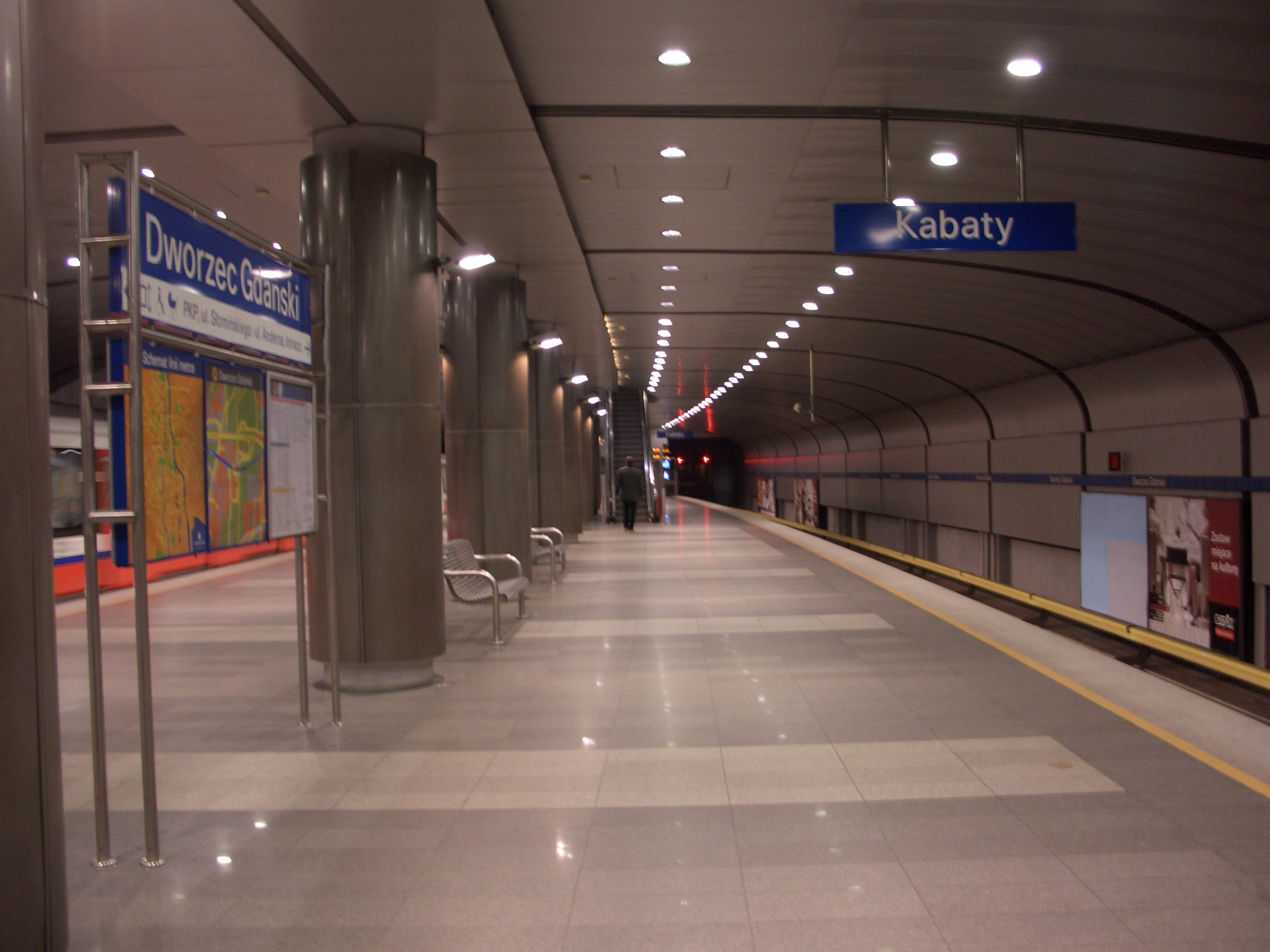
Dworzec Gdański
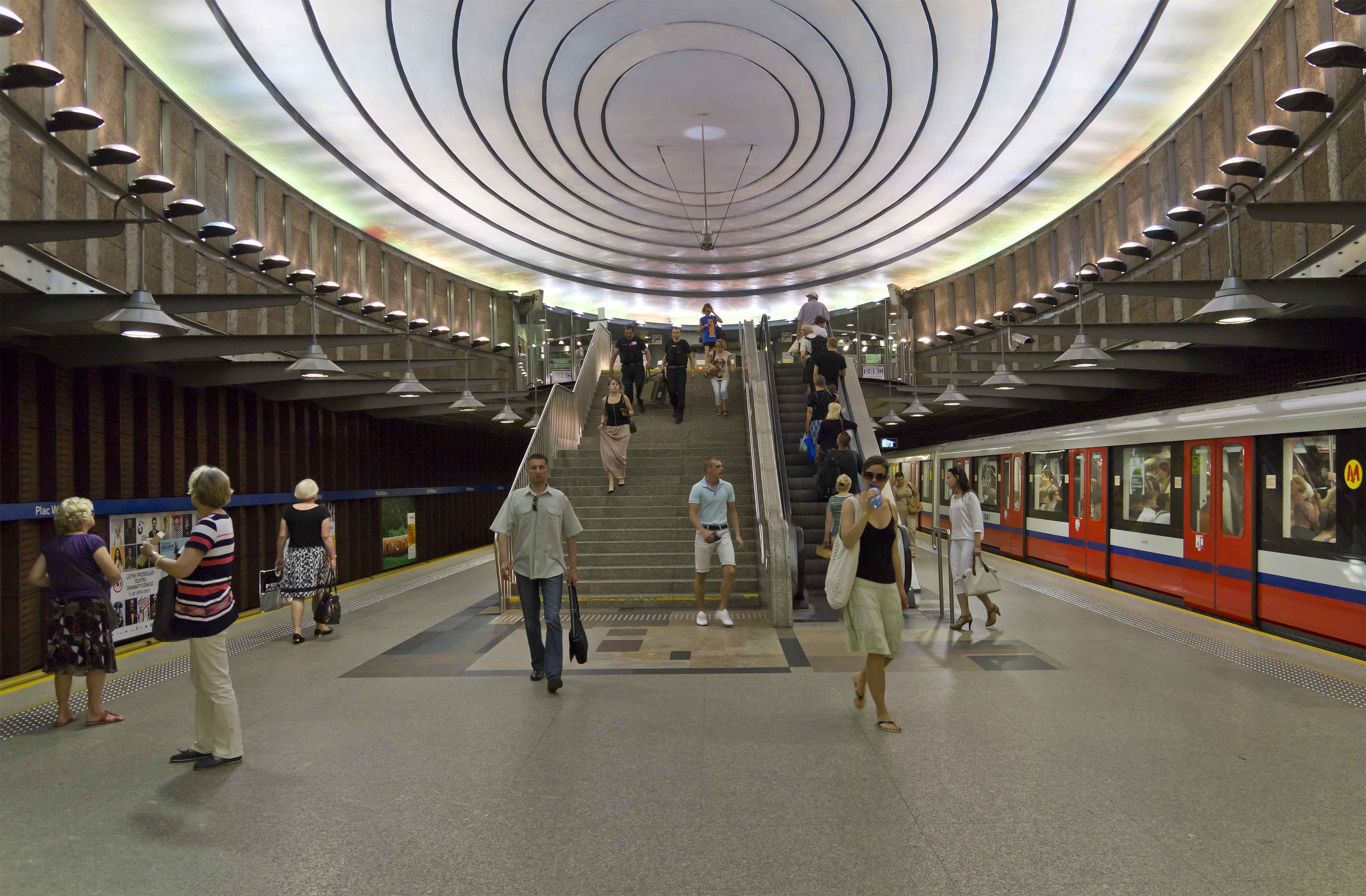
Plac Wilsona
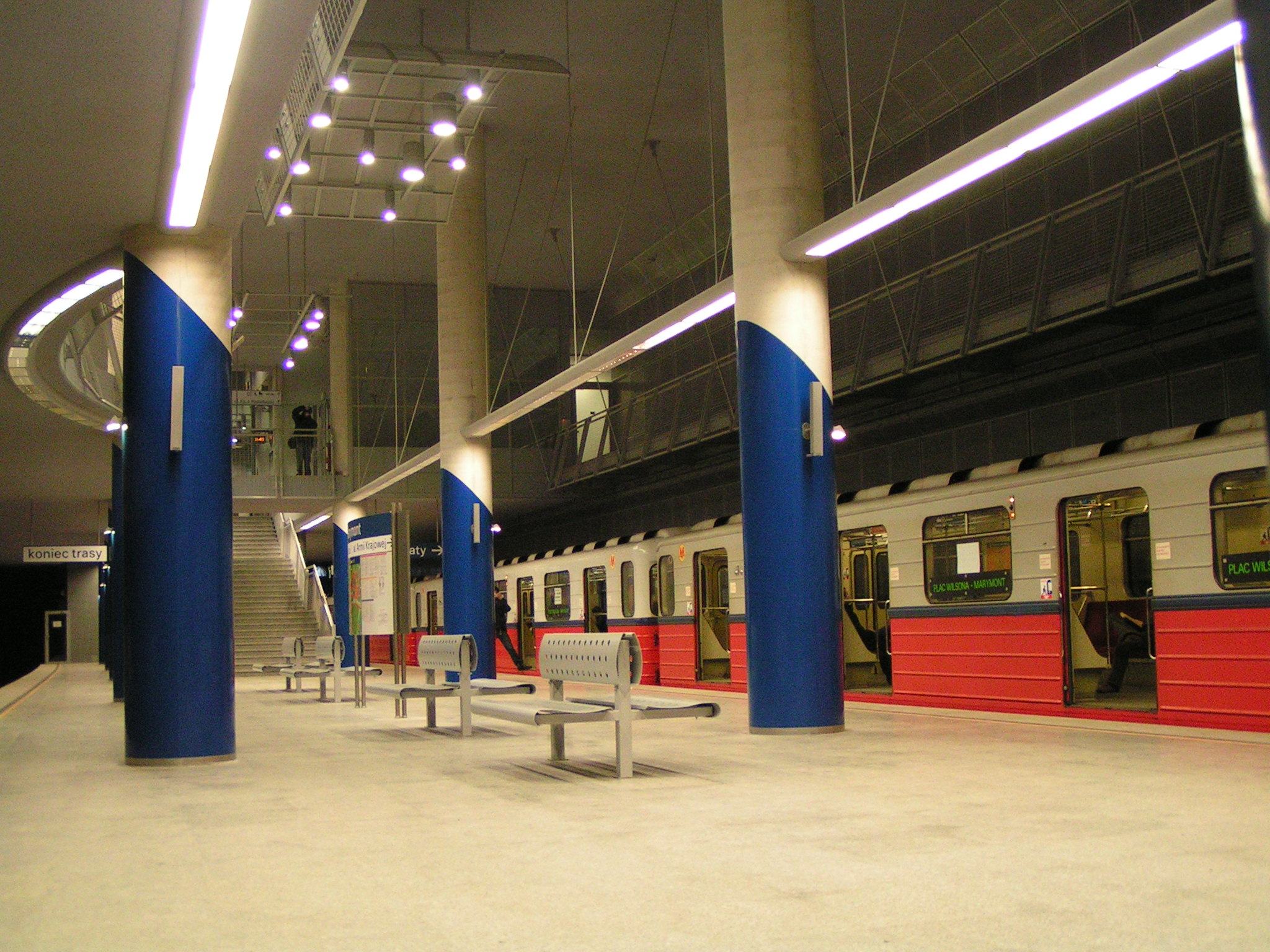
Marymont
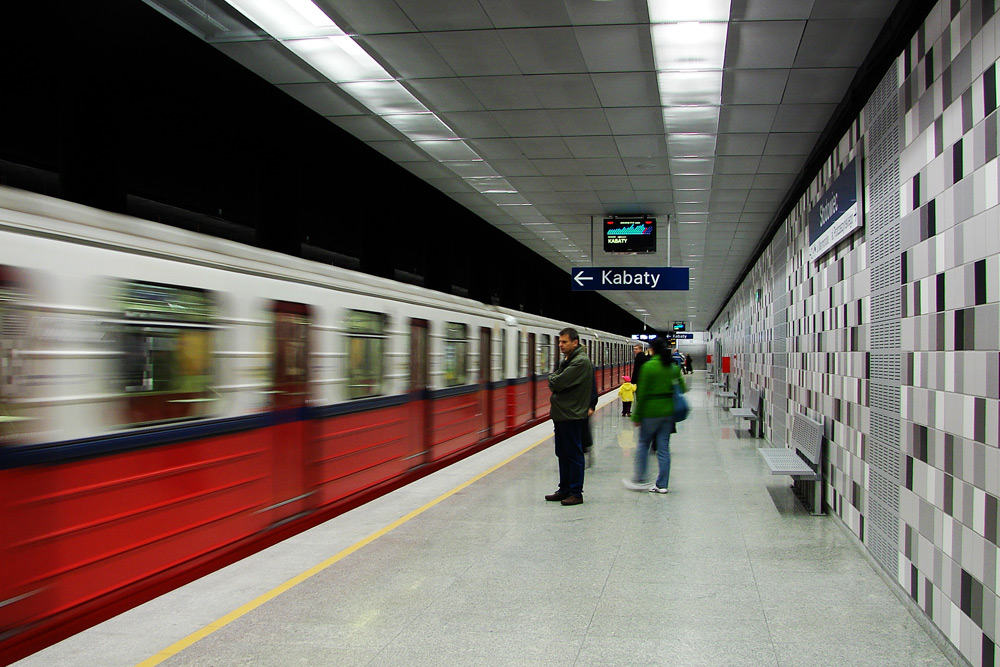
Słodowiec
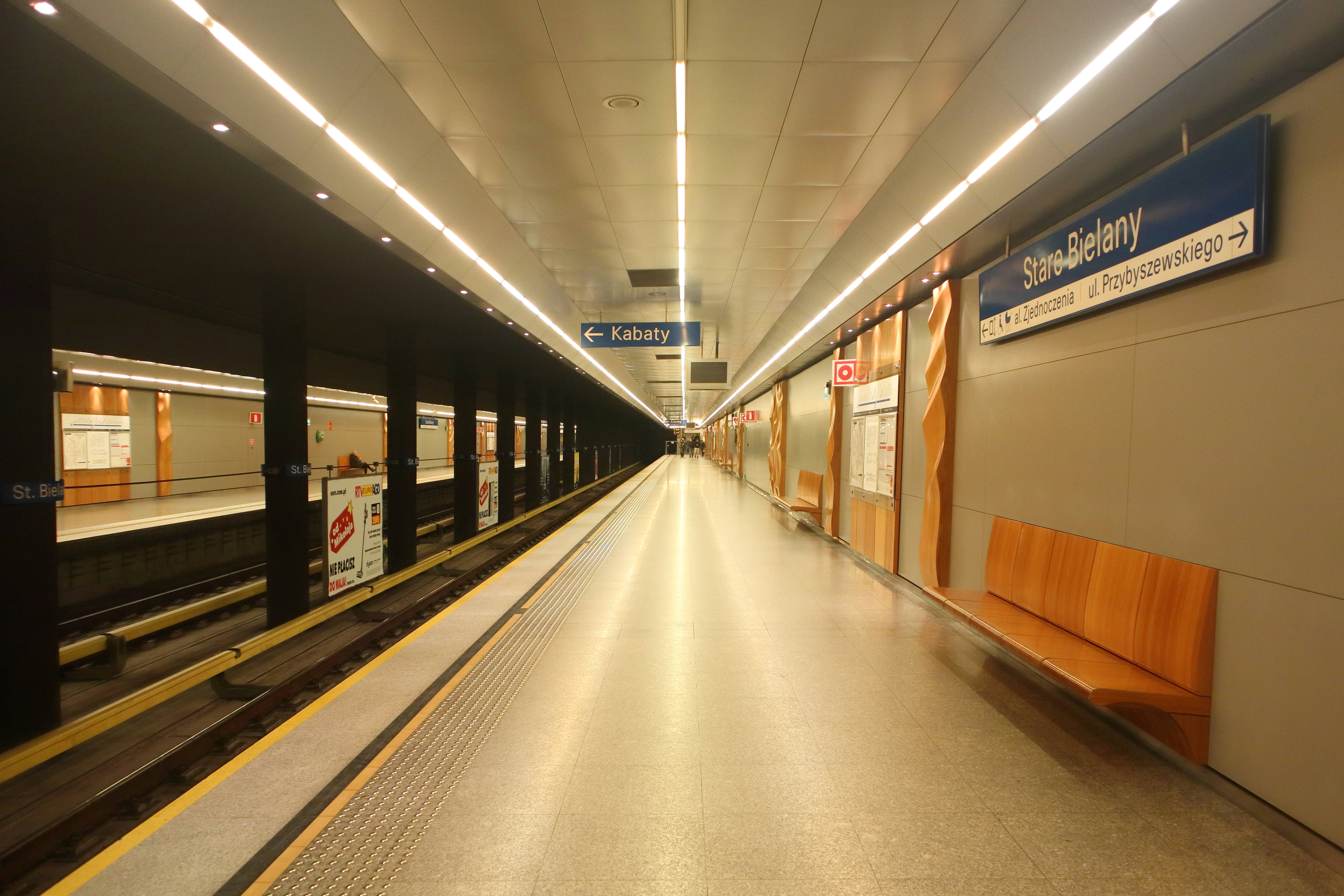
Stare Bielany
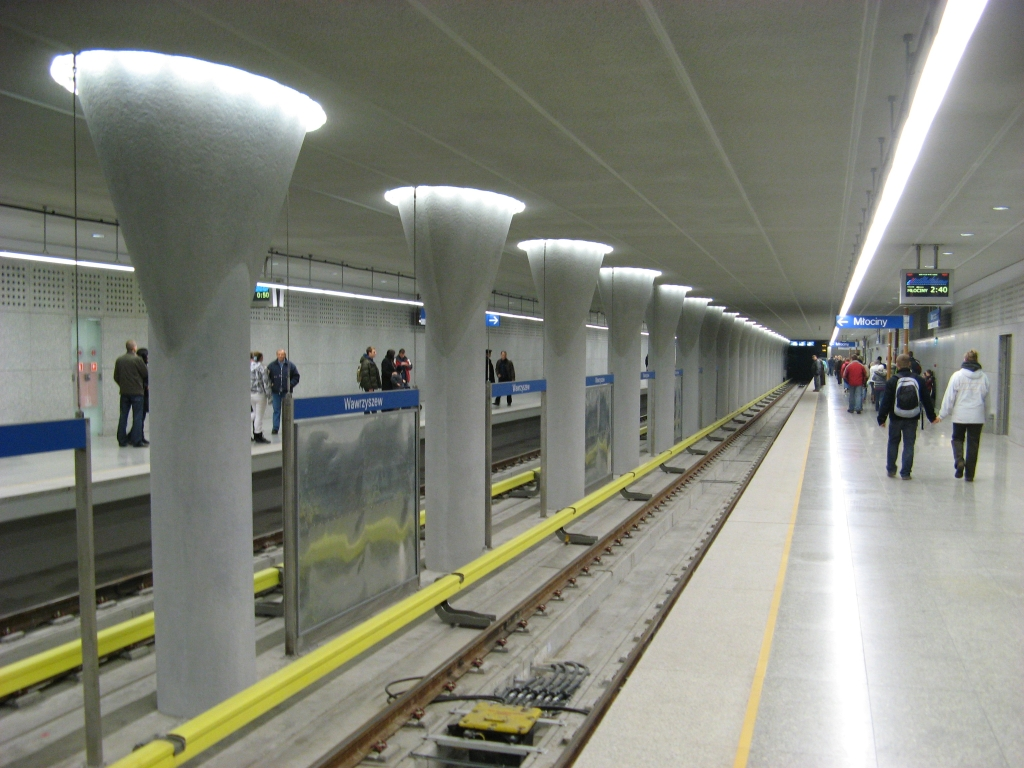
Wawrzyszew
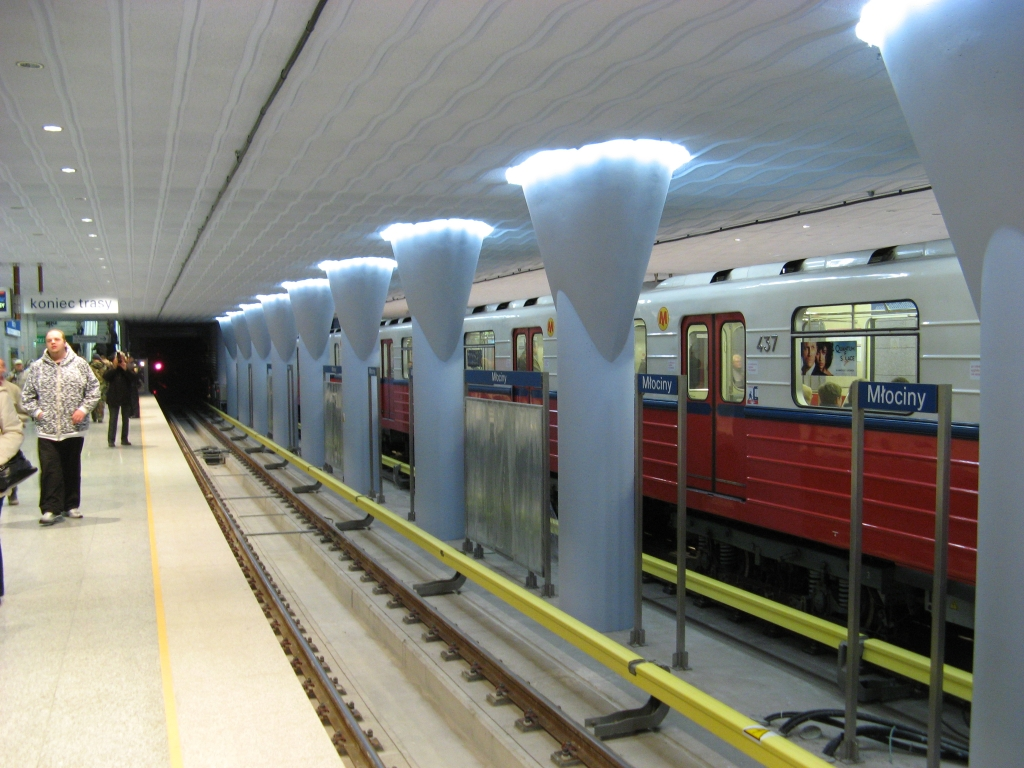
Młociny

## Eksploatacja

### Tabor
| Pojazd                                   | Lata produkcji         | Liczba wagonów | Liczba pociągów | Źródła               |
| ---------------------------------------- | ---------------------- | -------------- | --------------- | -------------------- |
| 81-717.3/714.3 81-572/573 81-572.1/573.1 | 1989, 1994, 1997, 2007 | 84             | 14              | [ 60 ] [ 61 ] [ 62 ] |
| 81-572.2/573.2                           | 2008–2009              | 36             | 6               | [ 60 ] [ 63 ] [ 62 ] |
| Alstom Metropolis 98B                    | 2000–2002, 2004–2005   | 84             | 14              | [ 60 ] [ 62 ]        |
| Siemens Inspiro                          | 2013–2014              | 90             | 15              | [ 60 ] [ 64 ]        |
| Razem                                    | Razem                  | 294            | 49              |                      |

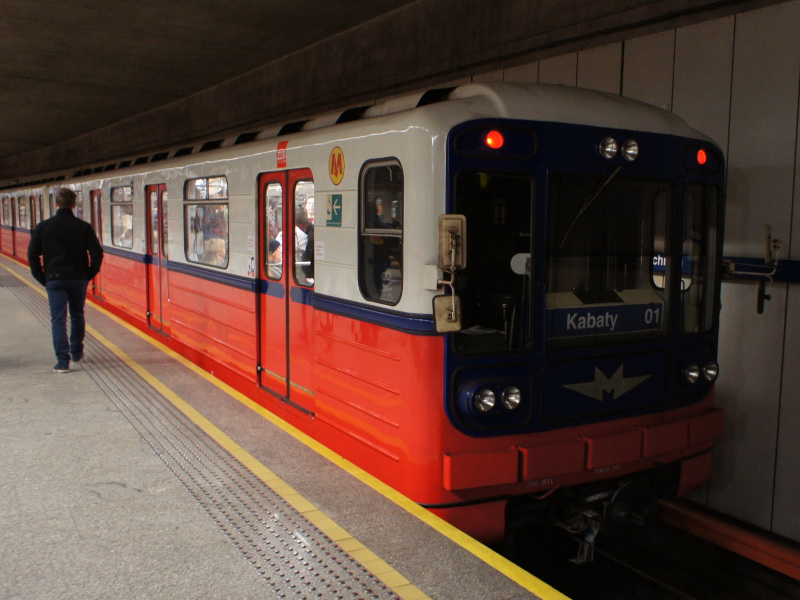
81-717.3/714.3
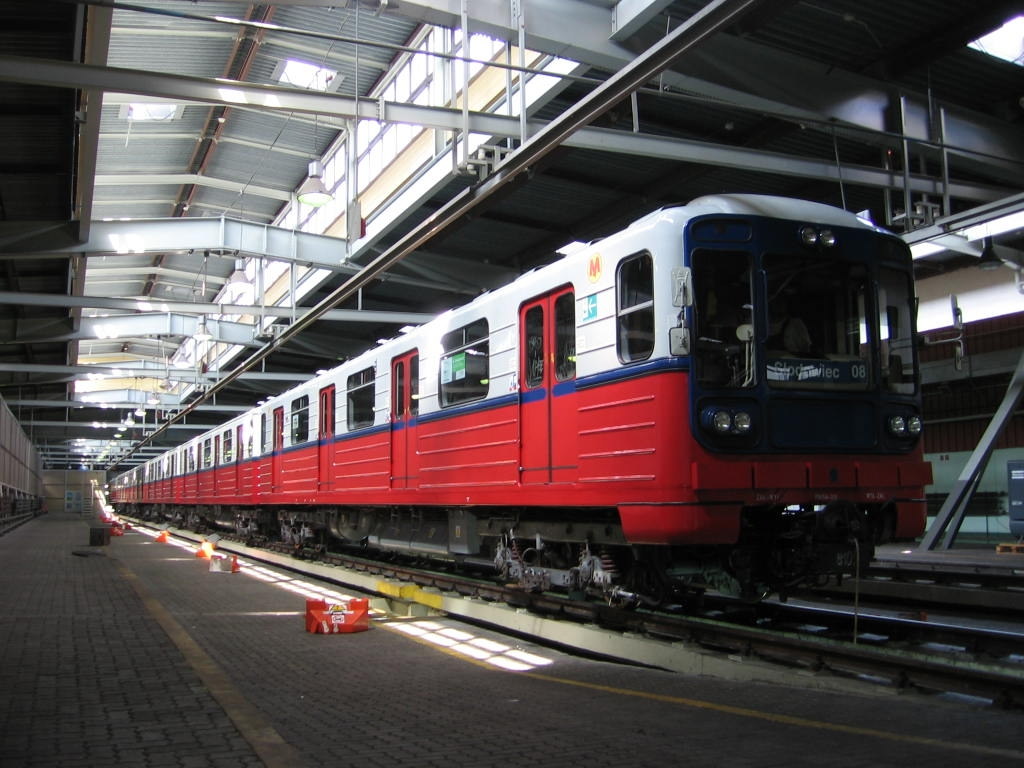
81-572/573
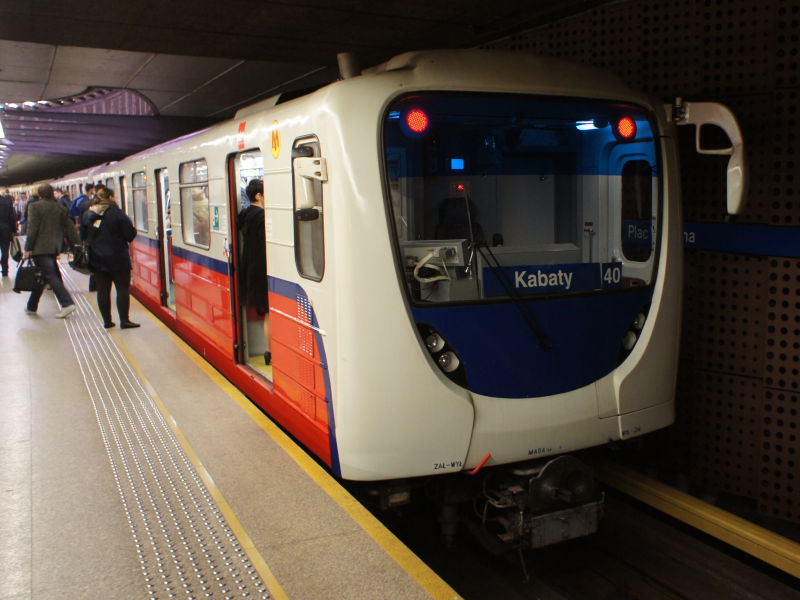
81-572.2/573. 2
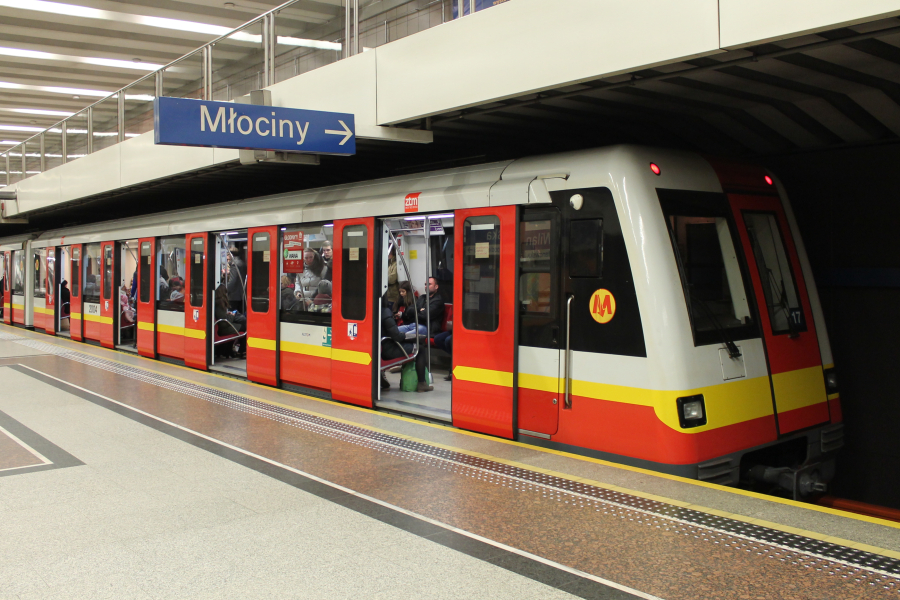
Alstom Metropolis 98B
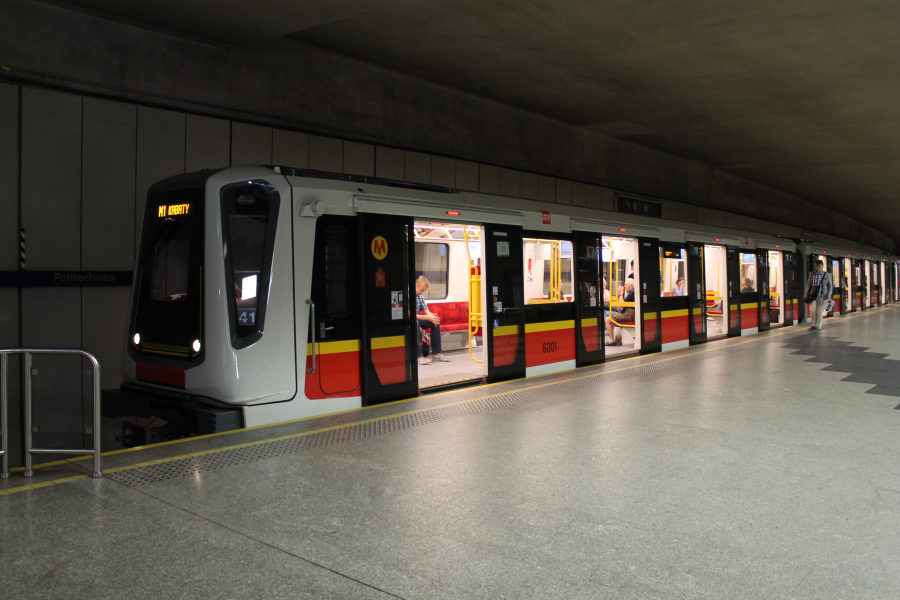
Siemens Inspiro
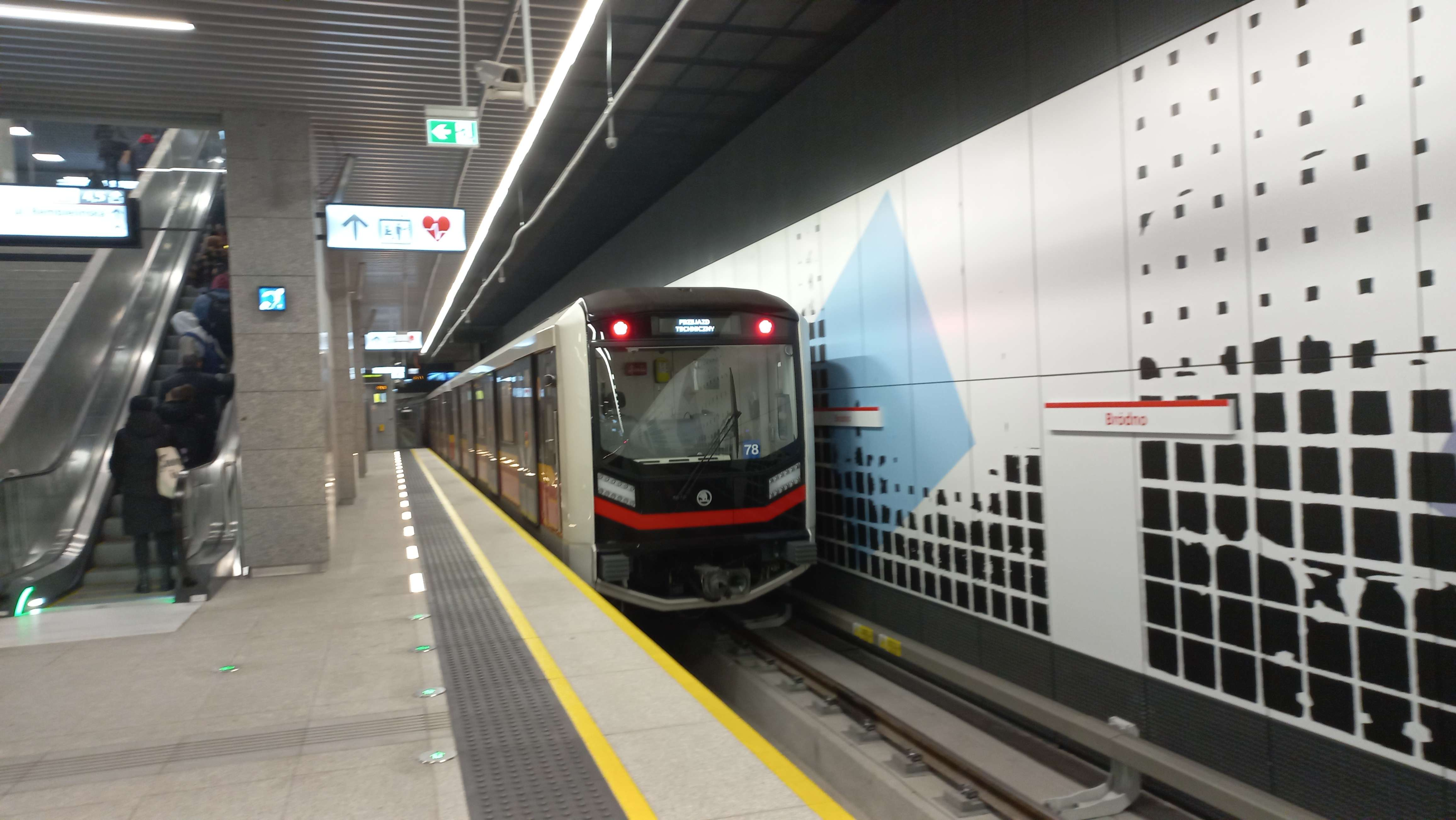
Škoda Varsovia

### Przewóz pasażerów
Roczna liczba pasażerów przewożona I linią warszawskiego metra od jej uruchomienia w 1995 do 2011 z roku na rok rosła. W 2012 nastąpił niewielki spadek przewozów względem 2011, w 2013 i 2014 ponowny wzrost, a w 2015 kolejny spadek. W 2016 przewozy ponownie wzrosły do poziomu z lat 2013–2014.

### Popularność stacji
| Ozn.  | Nazwa            | Szacunkowa roczna liczba pasażerów | Szacunkowa roczna liczba pasażerów | Szacunkowa roczna liczba pasażerów | Szacunkowa roczna liczba pasażerów | Szacunkowa roczna liczba pasażerów | Szacunkowa roczna liczba pasażerów | Szacunkowa roczna liczba pasażerów | Szacunkowa roczna liczba pasażerów | Szacunkowa roczna liczba pasażerów | Szacunkowa roczna liczba pasażerów | Szacunkowa roczna liczba pasażerów | Szacunkowa roczna liczba pasażerów | Szacunkowa roczna liczba pasażerów | Szacunkowa roczna liczba pasażerów | Szacunkowa roczna liczba pasażerów | Szacunkowa roczna liczba pasażerów | Szacunkowa roczna liczba pasażerów |
| Ozn.  | Nazwa            | 2004                               | 2005                               | 2006                               | 2007                               | 2008                               | 2009                               | 2010                               | 2011                               | 2012                               | 2013                               | 2014                               | 2015                               | 2016                               | 2017                               | 2018                               | 2019                               | 2020                               |
| ----- | ---------------- | ---------------------------------- | ---------------------------------- | ---------------------------------- | ---------------------------------- | ---------------------------------- | ---------------------------------- | ---------------------------------- | ---------------------------------- | ---------------------------------- | ---------------------------------- | ---------------------------------- | ---------------------------------- | ---------------------------------- | ---------------------------------- | ---------------------------------- | ---------------------------------- | ---------------------------------- |
| A1    | Kabaty           | 4 578 184                          | 4 870 000                          | 5 250 000                          | 5 380 000                          | 5 470 000                          | 5 390 000                          | 5 520 000                          | 5 430 000                          | 5 240 000                          | 6 410 000                          | 6 460 000                          | 5 010 000                          | 4 980 000                          | 5 050 000                          | 5 580 000                          | 5 930 000                          | 3 010 000                          |
| A2    | Natolin          | 4 448 350                          | 4 780 000                          | 5 050 000                          | 5 100 000                          | 5 180 000                          | 5 000 000                          | 5 110 000                          | 5 080 000                          | 4 870 000                          | 5 150 000                          | 5 100 000                          | 4 330 000                          | 4 270 000                          | 5 310 000                          | 5 280 000                          | 4 880 000                          | 2 280 000                          |
| A3    | Imielin          | 4 469 487                          | 4 660 000                          | 5 040 000                          | 5 220 000                          | 5 460 000                          | 5 320 000                          | 5 460 000                          | 5 390 000                          | 5 240 000                          | 6 150 000                          | 6 190 000                          | 4 990 000                          | 4 750 000                          | 5 610 000                          | 4 890 000                          | 5 230 000                          | 2 750 000                          |
| A4    | Stokłosy         | 3 933 221                          | 4 040 000                          | 4 290 000                          | 4 520 000                          | 4 630 000                          | 4 570 000                          | 4 820 000                          | 4 880 000                          | 4 690 000                          | 4 670 000                          | 4 510 000                          | 4 650 000                          | 4 640 000                          | 4 700 000                          | 3 860 000                          | 4 690 000                          | 2 610 000                          |
| A5    | Ursynów          | 3 533 004                          | 3 720 000                          | 3 910 000                          | 3 880 000                          | 3 970 000                          | 3 820 000                          | 3 820 000                          | 3 660 000                          | 3 510 000                          | 3 980 000                          | 3 920 000                          | 3 960 000                          | 3 560 000                          | 3 680 000                          | 5 750 000                          | 3 460 000                          | 1 860 000                          |
| A6    | Służew           | 5 277 407                          | 5 640 000                          | 6 010 000                          | 6 380 000                          | 6 780 000                          | 6 460 000                          | 6 740 000                          | 6 630 000                          | 6 430 000                          | 6 420 000                          | 6 480 000                          | 6 970 000                          | 8 020 000                          | 6 440 000                          | 9 670 000                          | 6 880 000                          | 3 010 000                          |
| A7    | Wilanowska       | 6 144 420                          | 6 730 000                          | 7 070 000                          | 7 300 000                          | 7 940 000                          | 7 710 000                          | 8 140 000                          | 8 840 000                          | 9 240 000                          | 9 000 000                          | 8 960 000                          | 9 540 000                          | 6 990 000                          | 9 420 000                          | 6 780 000                          | 11 010 000                         | 4 680 000                          |
| A8    | Wierzbno         | 3 459 779                          | 3 770 000                          | 4 040 000                          | 4 310 000                          | 4 530 000                          | 4 510 000                          | 4 760 000                          | 4 420 000                          | 5 680 000                          | 6 190 000                          | 6 250 000                          | 5 920 000                          | 5 780 000                          | 7 670 000                          | 6 780 000                          | 9 400 000                          | 2 960 000                          |
| A9    | Racławicka       | 3 305 896                          | 3 600 000                          | 3 880 000                          | 4 020 000                          | 4 060 000                          | 4 060 000                          | 4 240 000                          | 4 240 000                          | 4 010 000                          | 3 950 000                          | 3 830 000                          | 3 610 000                          | 3 580 000                          | 4 270 000                          | 4 340 000                          | 4 830 000                          | 2 120 000                          |
| A10   | Pole Mokotowskie | 5 909 995                          | 6 030 000                          | 6 710 000                          | 7 010 000                          | 7 460 000                          | 7 220 000                          | 7 560 000                          | 7 750 000                          | 7 420 000                          | 8 930 000                          | 9 020 000                          | 5 250 000                          | 5 310 000                          | 6 800 000                          | 6 630 000                          | 8 080 000                          | 2 920 000                          |
| A11   | Politechnika     | 7 434 952                          | 8 540 000                          | 9 930 000                          | 10 600 000                         | 11 340 000                         | 11 800 000                         | 12 940 000                         | 12 790 000                         | 12 780 000                         | 15 290 000                         | 15 390 000                         | 10 560 000                         | 12 710 000                         | 11 790 000                         | 12 350 000                         | 13 220 000                         | 6 290 000                          |
| A13   | Centrum          | 11 343 431                         | 13 250 000                         | 14 990 000                         | 16 350 000                         | 18 800 000                         | 20 010 000                         | 18 740 000                         | 17 580 000                         | 18 700 000                         | 19 250 000                         | 19 650 000                         | 18 360 000                         | 20 570 000                         | 19 620 000                         | 20 690 000                         | 19 790 000                         | 9 320 000                          |
| A14   | Świętokrzyska    | 3 590 663                          | 4 380 000                          | 5 170 000                          | 5 720 000                          | 6 510 000                          | 6 980 000                          | 6 890 000                          | 6 430 000                          | 5 150 000                          | 4 080 000                          | 4 180 000                          | 11 880 000                         | 13 200 000                         | 13 060 000                         | 13 480 000                         | 12 960 000                         | 7 750 000                          |
| A15   | Ratusz Arsenał   | 7 783 778                          | 8 410 000                          | 9 440 000                          | 10 720 000                         | 11 440 000                         | 10 920 000                         | 13 470 000                         | 14 670 000                         | 14 890 000                         | 13 460 000                         | 13 490 000                         | 13 000 000                         | 11 290 000                         | 9 350 000                          | 8 840 000                          | 9 750 000                          | 4 930 000                          |
| A17   | Dworzec Gdański  | 5 692 969                          | 5 620 000                          | 5 260 000                          | 5 670 000                          | 6 630 000                          | 7 610 000                          | 6 870 000                          | 7 360 000                          | 7 580 000                          | 6 460 000                          | 6 560 000                          | 6 670 000                          | 7 990 000                          | 7 960 000                          | 7 710 000                          | 5 840 000                          | 3 520 000                          |
| A18   | Plac Wilsona     | –                                  | 5 390 000                          | 9 750 000                          | 10 500 000                         | 7 380 000                          | 5 520 000                          | 5 760 000                          | 5 550 000                          | 4 920 000                          | 4 420 000                          | 4 390 000                          | 4 150 000                          | 4 000 000                          | 4 790 000                          | 5 090 000                          | 3 890 000                          | 2 430 000                          |
| A19   | Marymont         | –                                  | –                                  | –                                  | 870 000                            | 4 990 000                          | 6 440 000                          | 6 470 000                          | 6 590 000                          | 4 910 000                          | 4 120 000                          | 4 080 000                          | 5 170 000                          | 6 810 000                          | 3 640 000                          | 3 250 000                          | 3 280 000                          | 1 840 000                          |
| A20   | Słodowiec        | –                                  | –                                  | –                                  | –                                  | 2 380 000                          | 2 880 000                          | 3 090 000                          | 3 060 000                          | 2 810 000                          | 2 620 000                          | 2 570 000                          | 2 900 000                          | 2 920 000                          | 3 310 000                          | 3 410 000                          | 3 230 000                          | 1 890 000                          |
| A21   | Stare Bielany    | –                                  | –                                  | –                                  | –                                  | 330 000                            | 2 110 000                          | 2 550 000                          | 2 700 000                          | 2 620 000                          | 3 170 000                          | 3 110 000                          | 2 760 000                          | 2 720 000                          | 3 050 000                          | 2 870 000                          | 2 260 000                          | 1 560 000                          |
| A22   | Wawrzyszew       | –                                  | –                                  | –                                  | –                                  | 490 000                            | 2 970 000                          | 3 340 000                          | 3 440 000                          | 3 180 000                          | 3 030 000                          | 2 980 000                          | 3 060 000                          | 2 680 000                          | 2 640 000                          | 3 770 000                          | 3 750 000                          | 2 220 000                          |
| A23   | Młociny          | –                                  | –                                  | –                                  | –                                  | 520 000                            | 3 570 000                          | 3 920 000                          | 3 930 000                          | 5 300 000                          | 10 480 000                         | 10 590 000                         | 9 330 000                          | 10 760 000                         | 9 020 000                          | 9 090 000                          | 8 110 000                          | 4 270 000                          |
| Razem | Razem            | 80 905 536                         | 93 420 000                         | 105 770 000                        | 113 550 000                        | 126 290 000                        | 134 870 000                        | 140 210 000                        | 140 420 000                        | 139 170 000                        | 147 230 000                        | 147 710 000                        | 142 070 000                        | 147 530 000                        | 147 180 000                        | 149 090 000                        | 150 470 000                        | 74 220 000                         |

## Dane techniczne
- Długość linii: 22,7 km
- Liczba stacji: 21
- Średnia długość peronów: 130,85 m

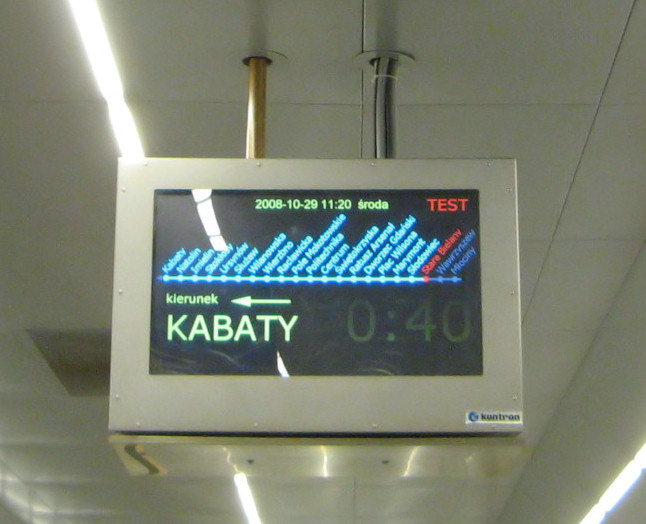
Tablica informacyjna na stacji Stare Bielany

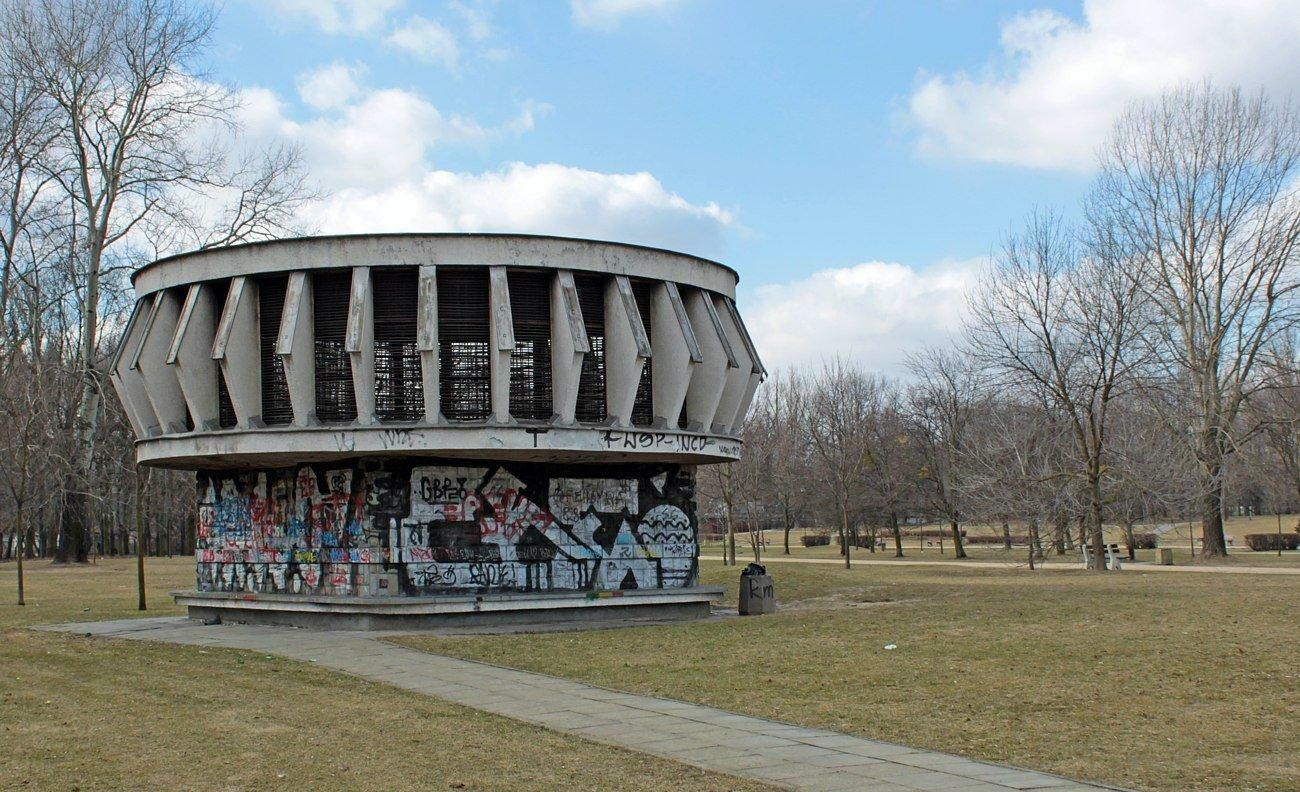
Czerpnio-wyrzutnia szlakowa na Polu Mokotowskim

- Liczba wind osobowych dla niepełnosprawnych: 59 sztuk
- Liczba schodów ruchomych: 59 sztuk
- Zagłębienie peronu poniżej poziomu terenu: od 6,2 do 12,2 m
- Średnia odległość pomiędzy stacjami: powyżej 1000 m
- Rozstaw szyn: 1435 mm
- Minimalny promień łuku toru: 300 m
- Maksymalne nachylenie: 3,1%
- Typ nawierzchni torowej: betonowa
- System zasilania: trzecia szyna, 750 V DC
- Obsługa ruchu pociągów: system zdalnego sterowania i kontroli dyspozytorskiej, system automatycznego ograniczania prędkości z sygnalizacją kabinową[3]
- Częstotliwość kursowania: 2 minuty 50 sekund w godzinach szczytu[5]
- Prędkość maksymalna pociągów wynikająca z zastosowanego systemu sterowania ruchem: 80 km/h[5]
- Prędkość maksymalna osiągana przez pociągi: 60 km/h[50]
- Wielkość przewozów: 280–500 tys. pasażerów dziennie[3]
- Najkrótsza odległość między stacjami: 577 m
- Najdłuższa odległość między stacjami: 1534 m[47]

## Inne informacje
- Pierwsza linia warszawskiego metra, jeszcze na etapie budowy, pojawia się w opublikowanej w 1995 mikropowieści Ewolwenta w cieniu wysokich kominów Pawła Siedlara[76]. Miała służyć jako schron dla ludności Warszawy, lecz stała się masowym grobem[76].
- W wydanej w 2014 postapokaliptycznej powieści Kompleks 7215 Bartka Biedrzyckiego i jej kontynuacjach część akcji rozgrywa się w tunelach i na stacjach linii M1[77][78][79]. W tekście pojawiają się także niedokończone, lecz istniejące stacje A12 Plac Konstytucji i A16 Muranów[80].